# Primera galeria de pintures del Museu Teyler

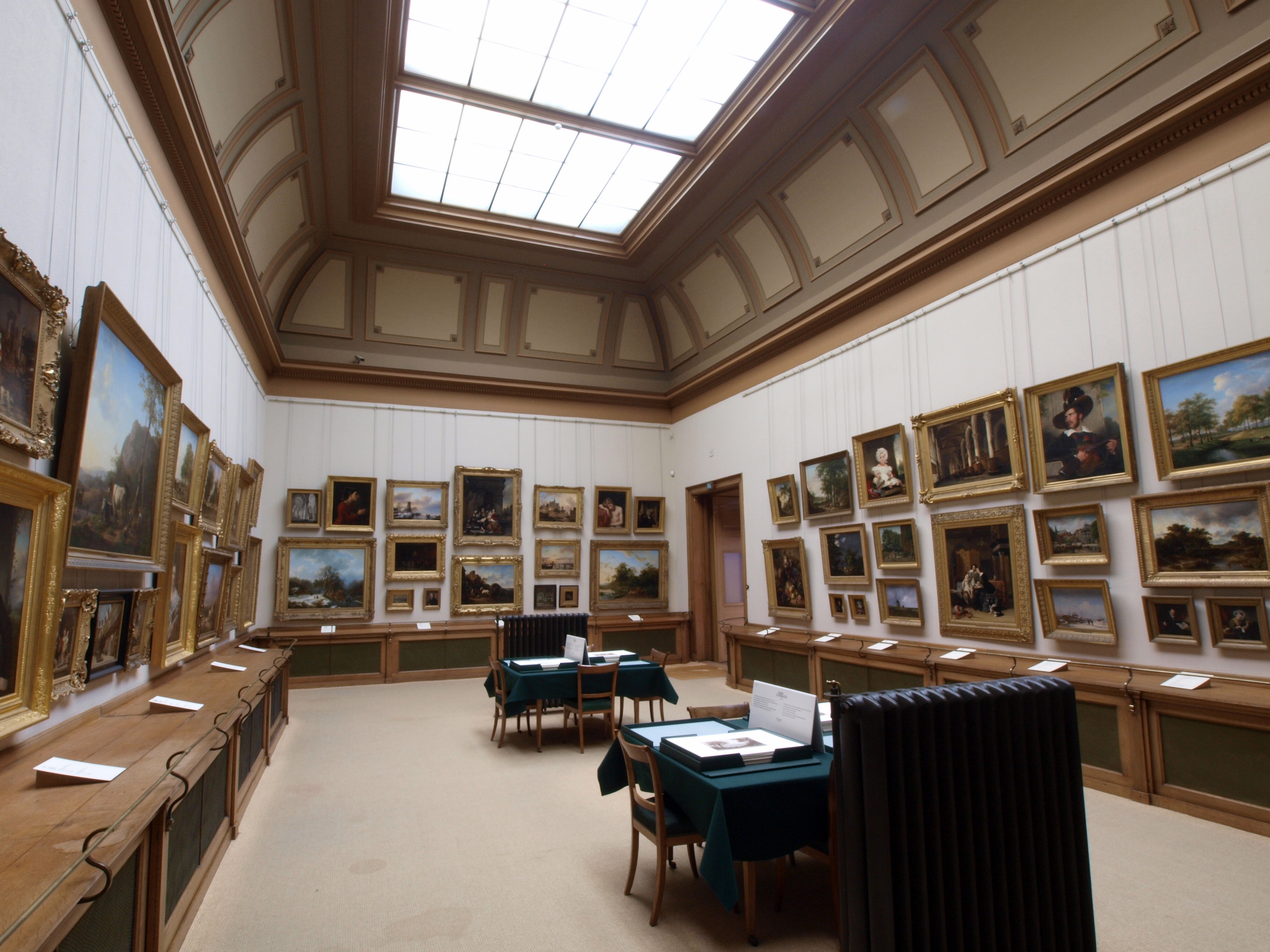
Primera galeria de pintures del Museu Teyler

La primera galeria de pintures del Museu Teyler (en neerlandès, Eerste Schilderijenzaal) és una de les dues sales d'art del Museu Teyler i és la galeria d'art més antiga d'art contemporani neerlandès als Països Baixos. Va ser construïda al darrere de la Sala Ovalada del museu el 1838. Va ser la primera sala d'exposicions de pintura del nou museu, i s'hi podia accedir a través de la Sala Ovalada, que estava darrere del Fundatiehuis, l'antiga casa familiar de Pieter Teyler van der Hulst.

## Història

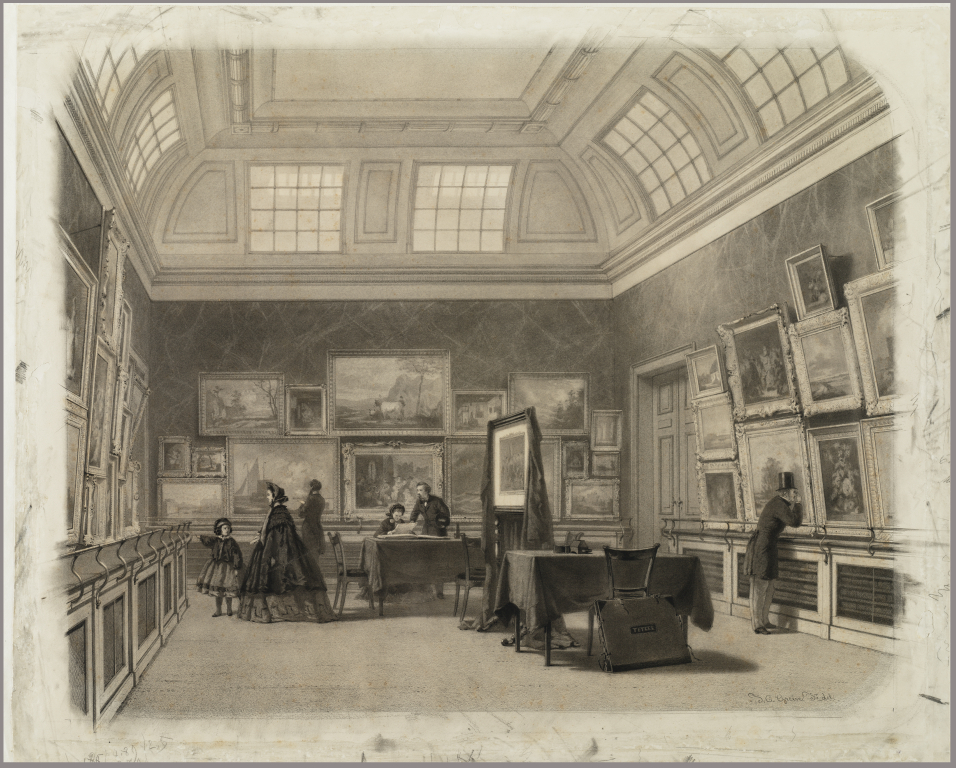
Johan Conrad Greive, Interior de la Primera galeria de pintures, quadre, 1862.

La Fundació Teyler va començar a col·leccionar pintures d'art contemporani neerlandès el 1821. Les pintures s'encarregaven directament als pintors o s'adquirien a exposicions. La primera sala utilitzada per albergar quadres va ser l'habitació que avui és utilitzada com a vitrina de quadres i que va ser afegir a la Sala Ovalada el 1824 juntament amb la biblioteca del pis de dalt. La manca de llum dificultava molt la contemplació de les pintures cosa que va fer que aquesta s'utilitzés majoritàriament per a conferències i experiments.
Segons els arxius, l'ampliació va ser duta a terme pel mateix personal de la fundació que anaven introduint millores dia a dia. La galeria tenia finestres curvilínies grans com les de la Sala Ovalada, les quals han estat tancades de llavors ençà. La fila que feien aquelles finestres originals es pot veure en un esbós a carbó de Johan Conrad Greive el 1862. Encara avui, gran part de la col·lecció segueix sent del mateix tipus de quadres que ençà. La sala també té una taula que s'utilitzava per tenir les carteres de dibuixos i una cartera similar amb reproduccions de Rembrandt i Michelangelo que encara es pot consultar (els dibuixos estan resguardats en un lloc especial).

## Pintures
La selecció de pintures es va fer principalment segons el criteri del conservador i conserge, que vivia al Fundatiehuis. Inicialment aquest va ser Vincent Jansz van der Vinne. Van der Vinne va ser rellevat per Wybrand Hendriks, els quals
 els seus treballs, els dels seus amics i els del seu successor Gerrit Jan Michaëlis, pengen a la galeria. A la sala no s'hi exposa cap obra de Van der Vinne, qui deixà Teylers després dels desacords amb Martinus van Marum. Una de les primeres teles grans adquirides va ser Tempesta al mar (1825) del pintor Johannes Christiaan Schotel. Uns quants anys més tard, aparegué el seu homòleg: Mar plana. En el primer període les pintures sovint s'adquirien per parelles.
En la llista següent hi ha llista els pintors exposats a la sala, acompanyats d'un dels seus quadres exposats, 
ordenats alfabèticament:

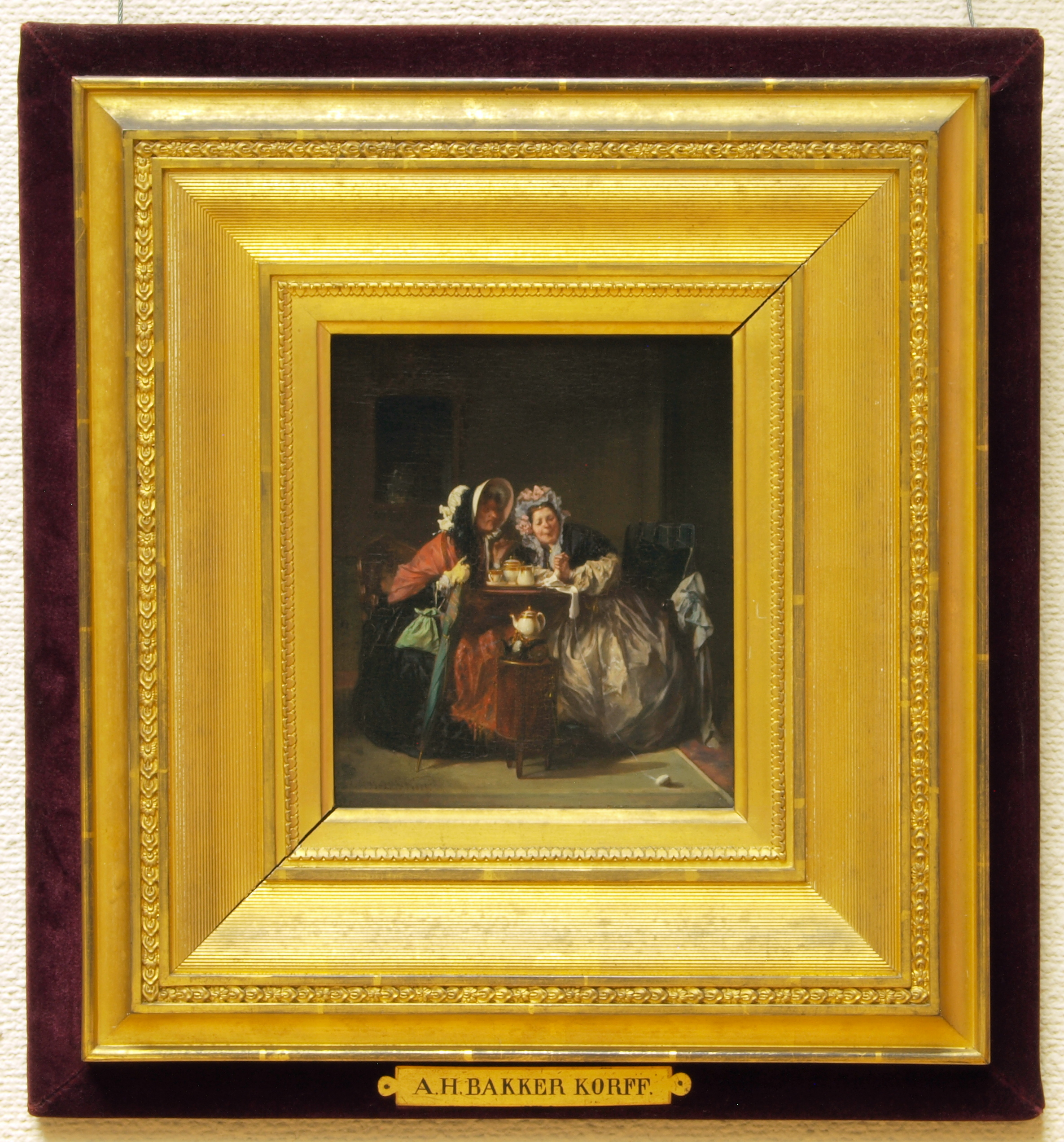
Alexander Hugo Bakker Korff
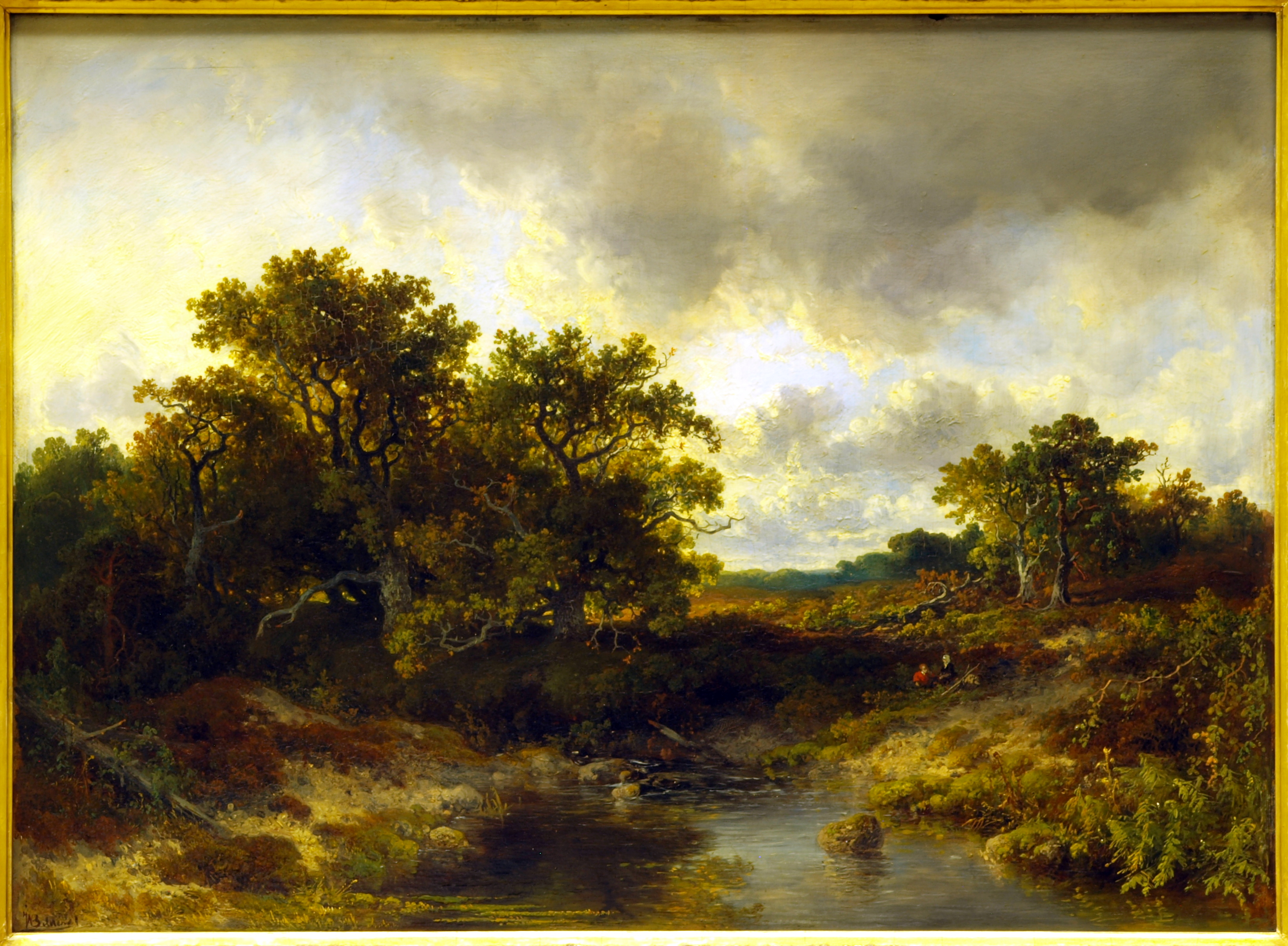
Johannes Warnardus Bilders
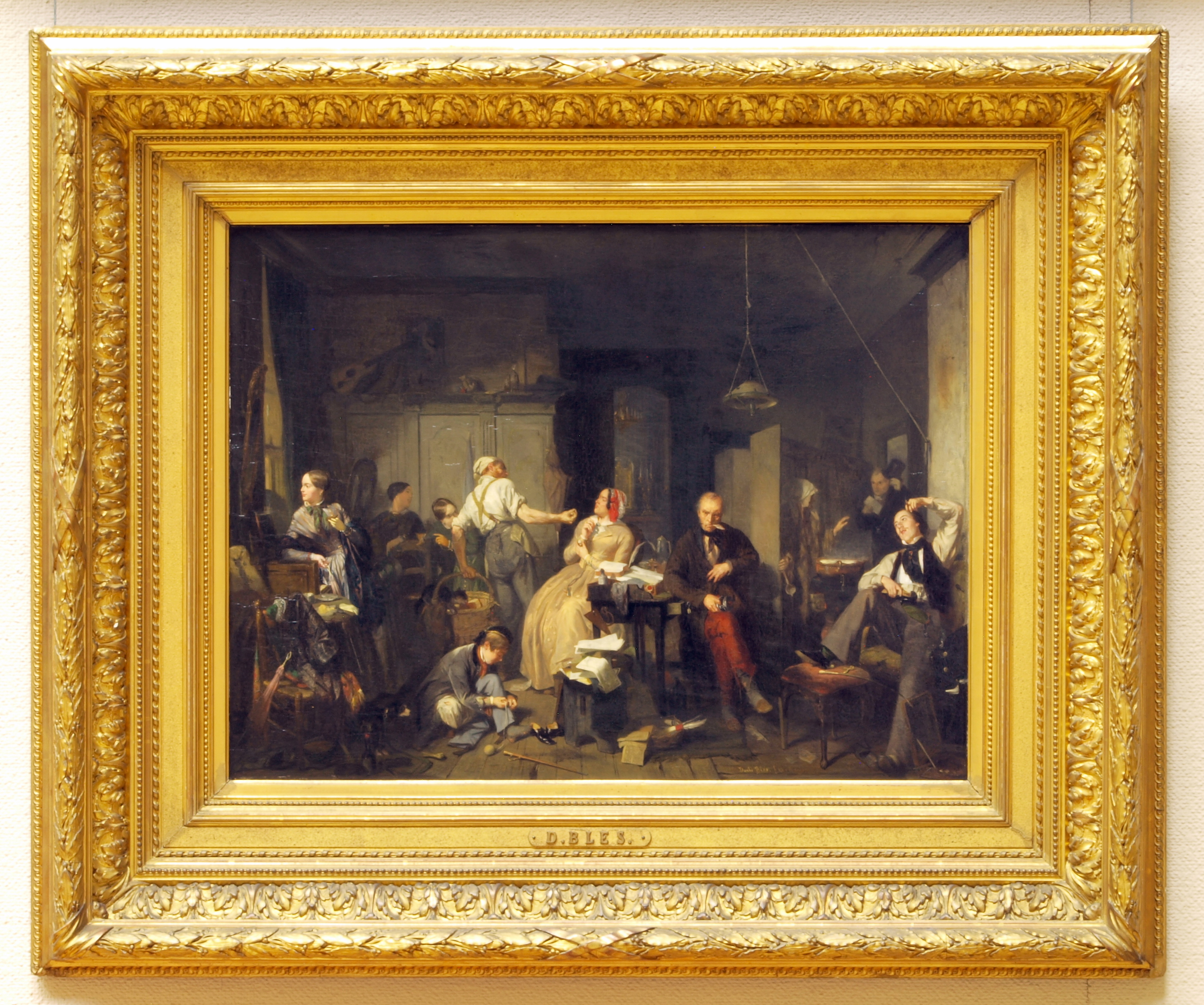
David Bles
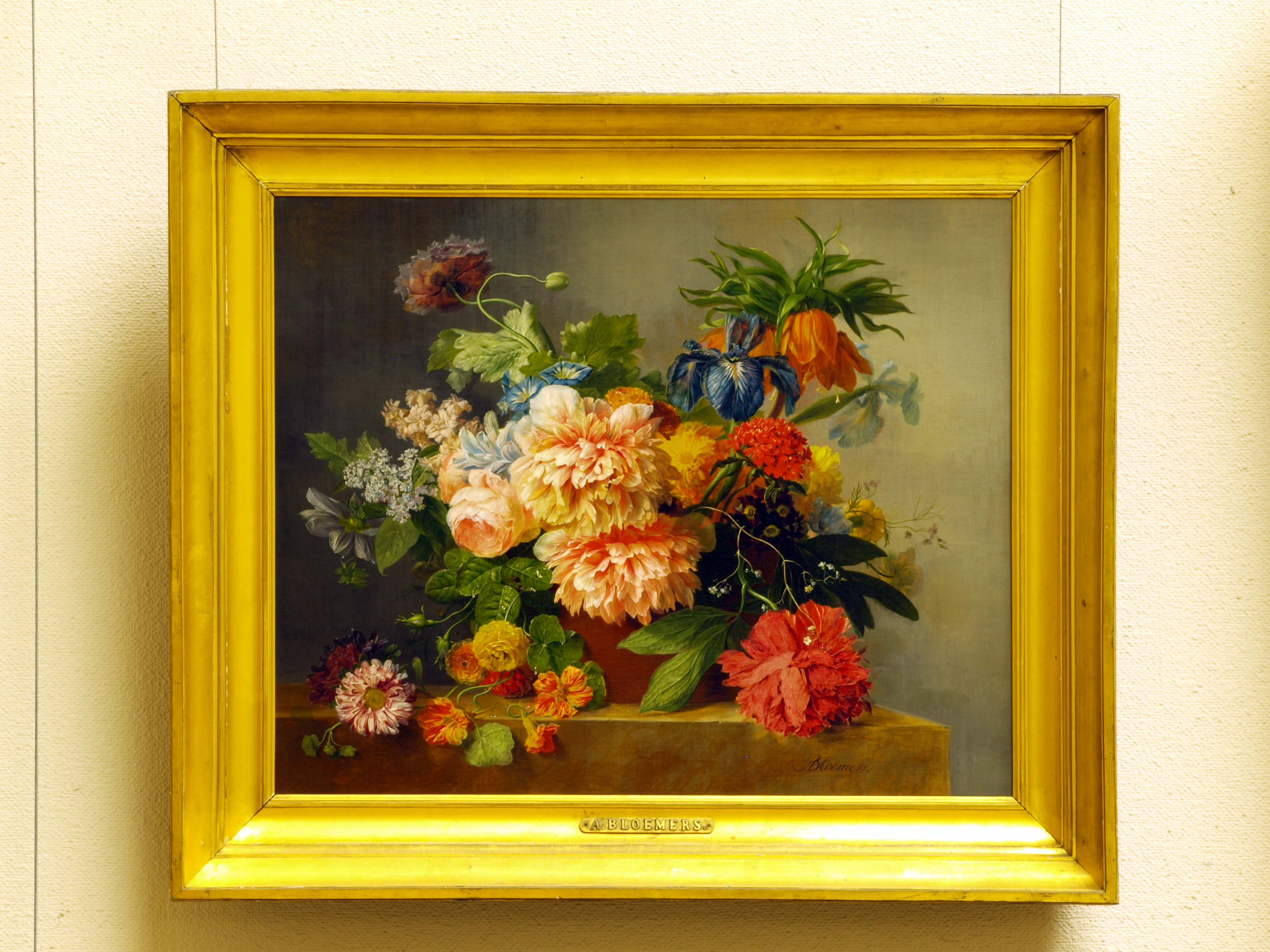
Arnoldus Bloemers
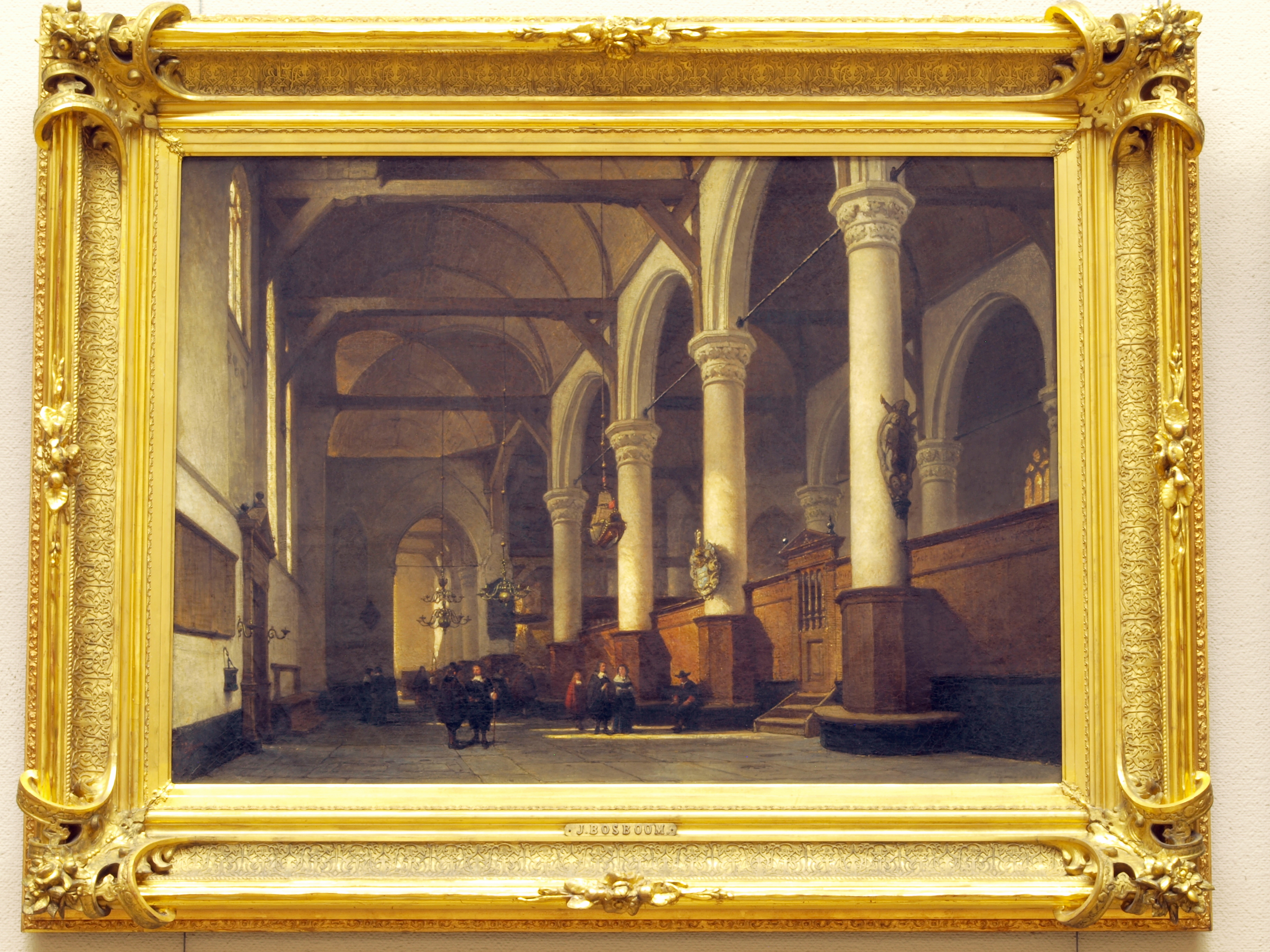
Johannes Bosboom
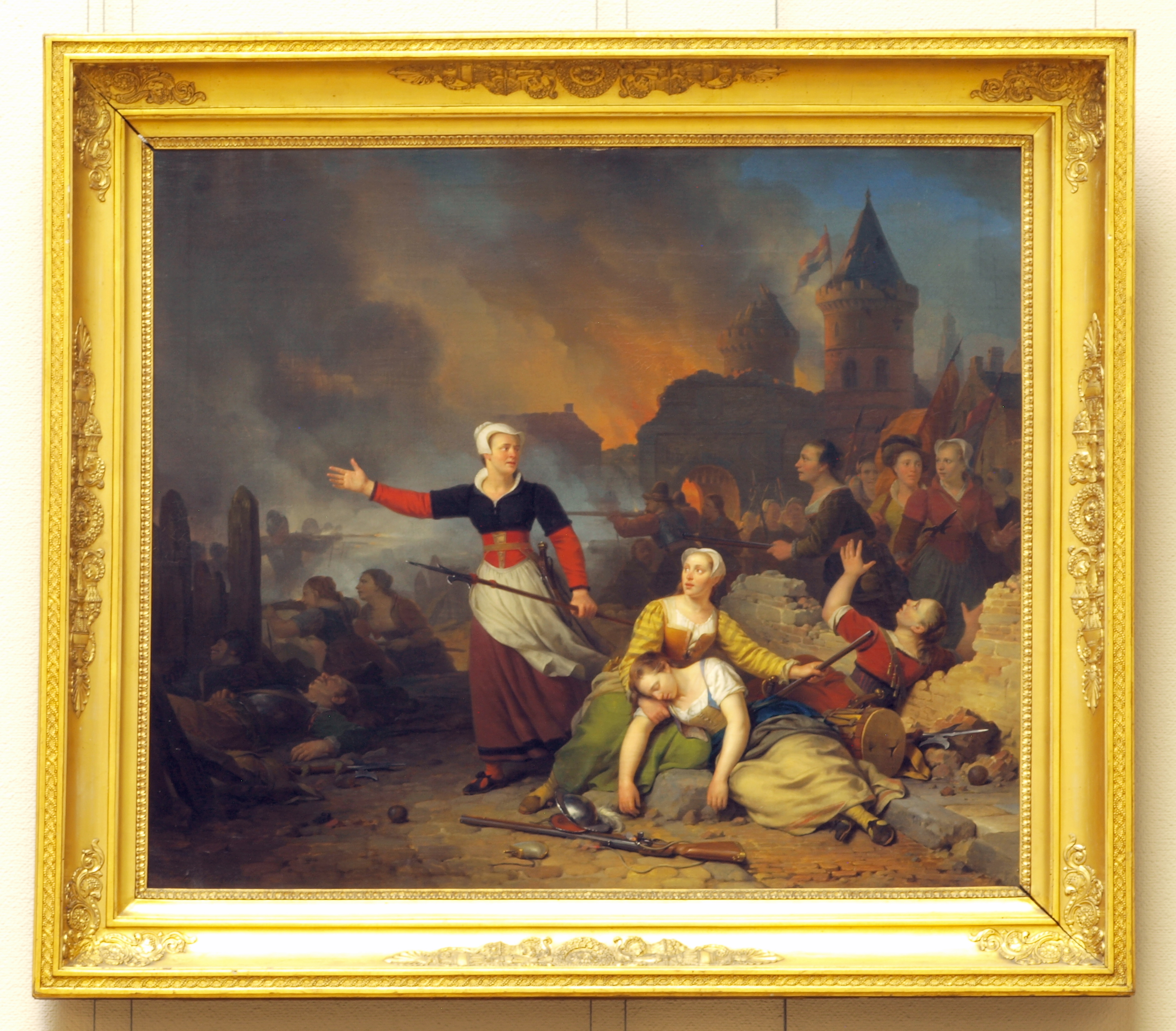
Ferdinand de Braekeleer the Elder
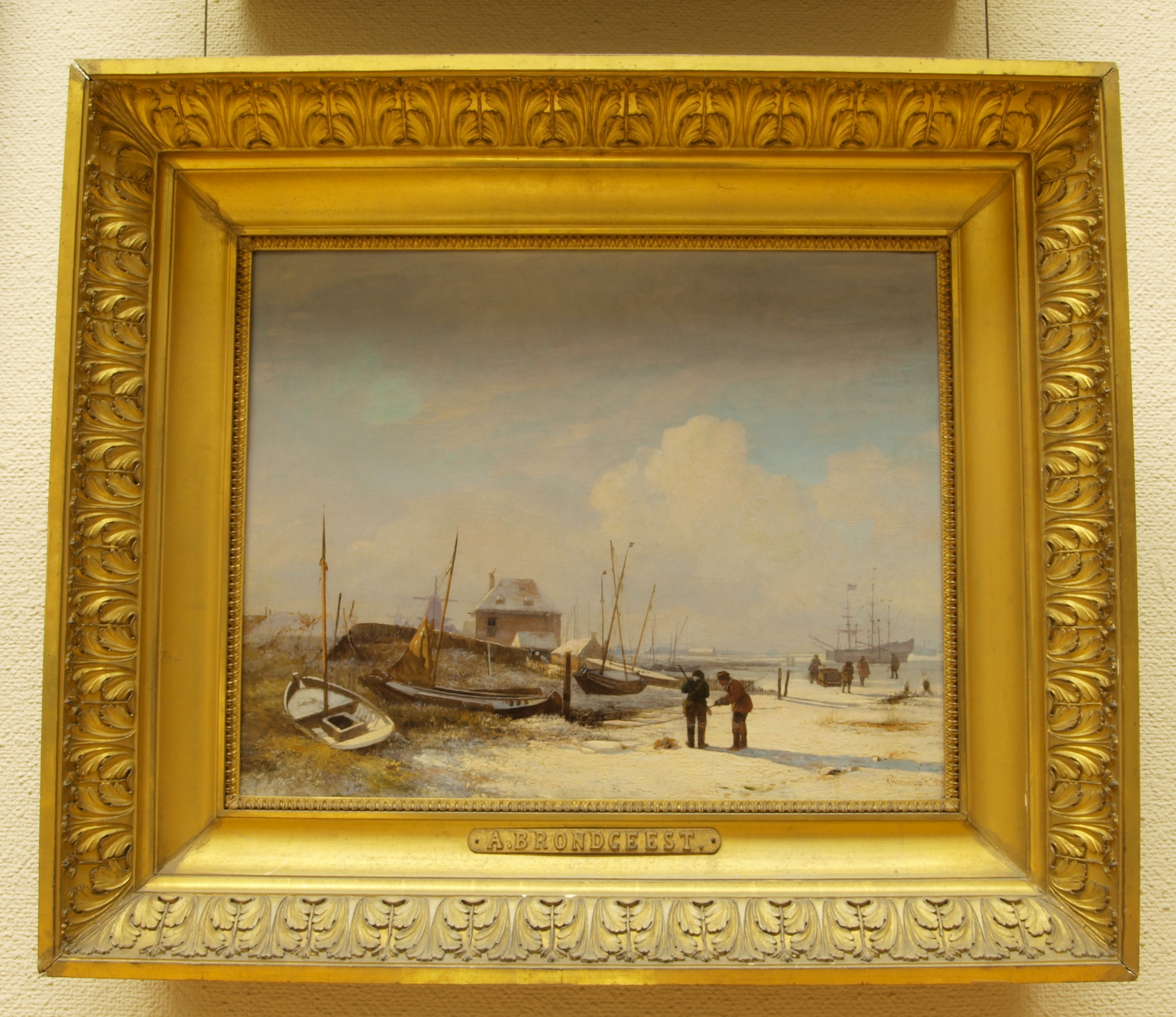
Albertus Brondgeest
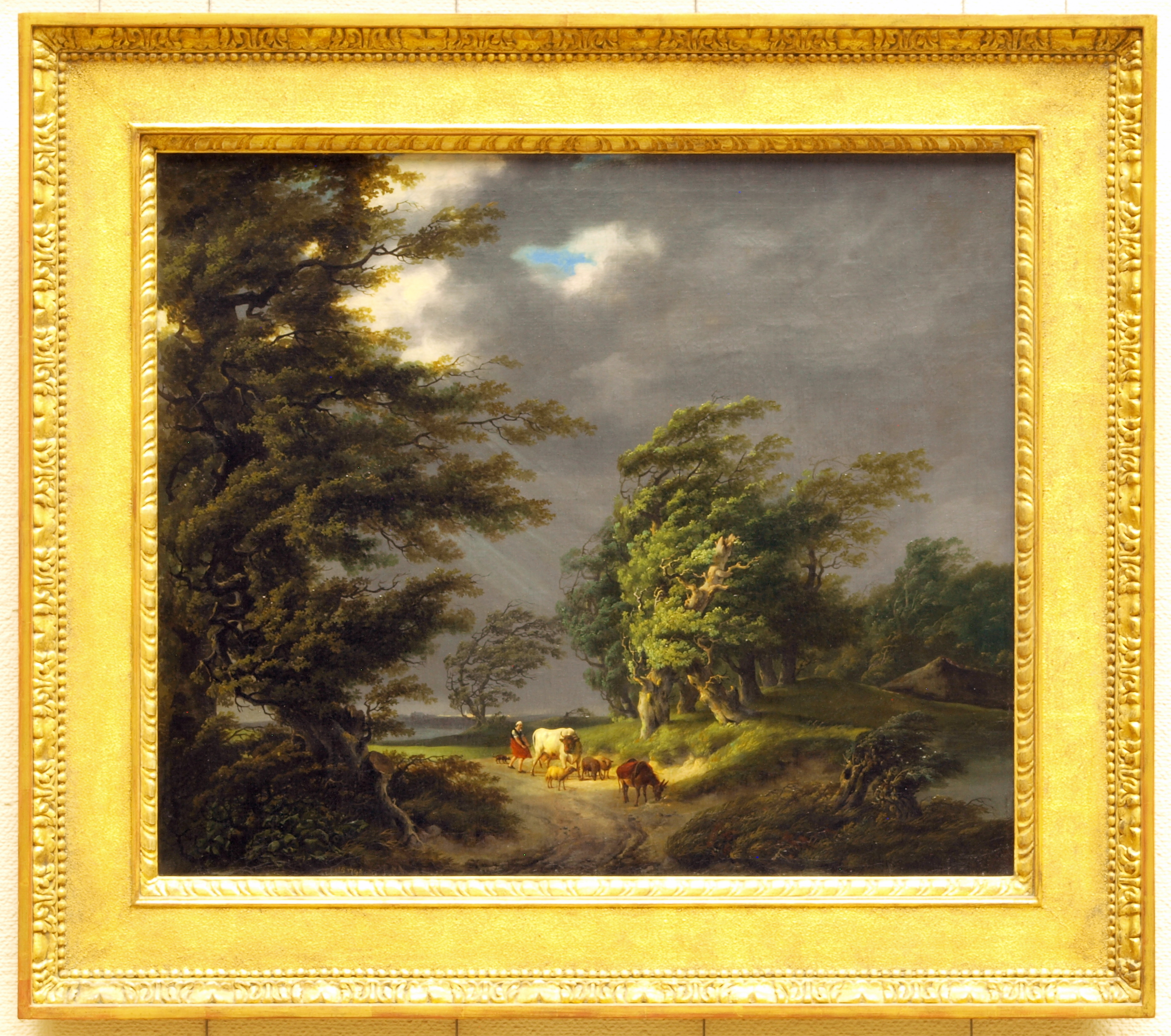
Hermanus van Brussel
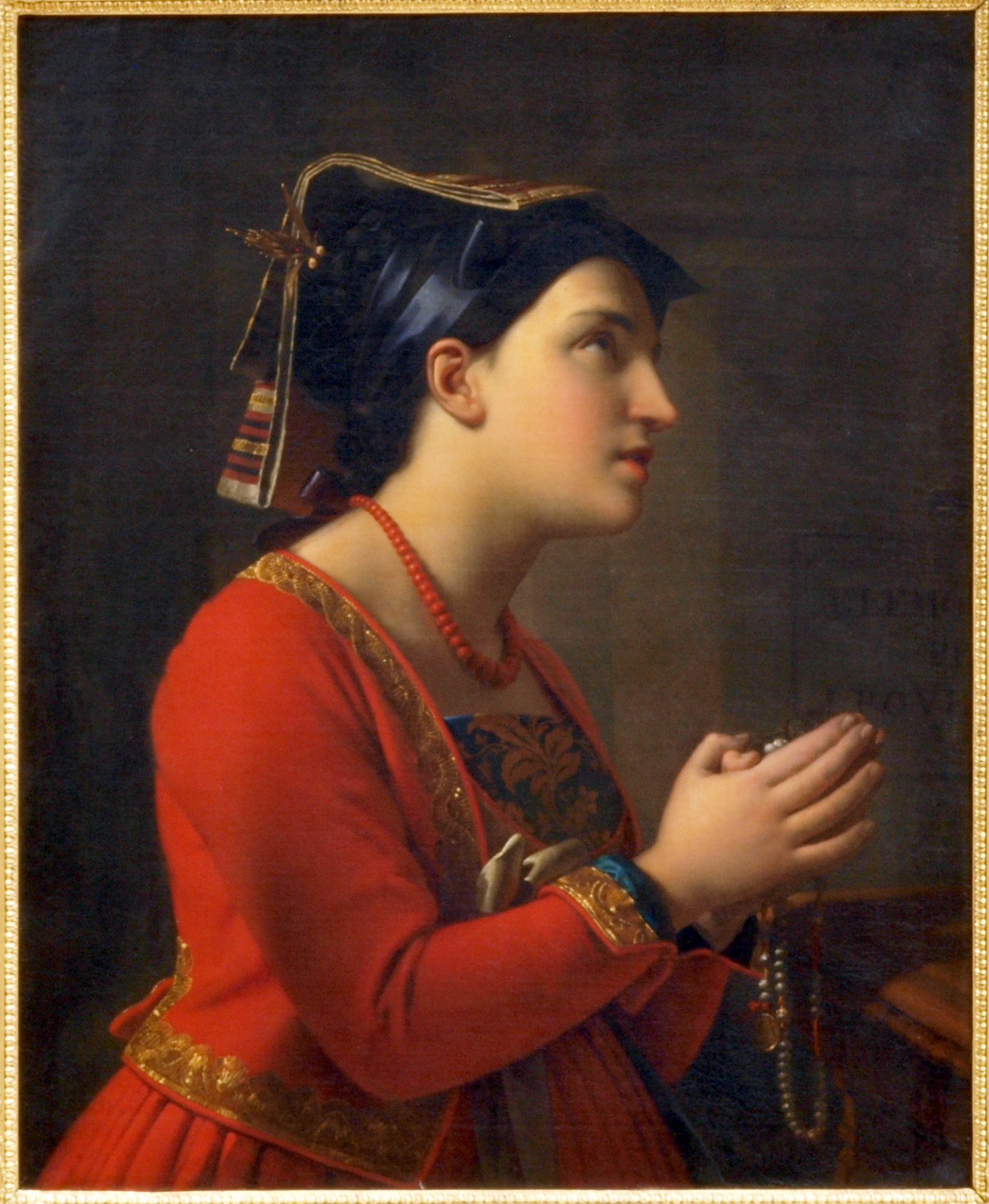
Moritz Calisch
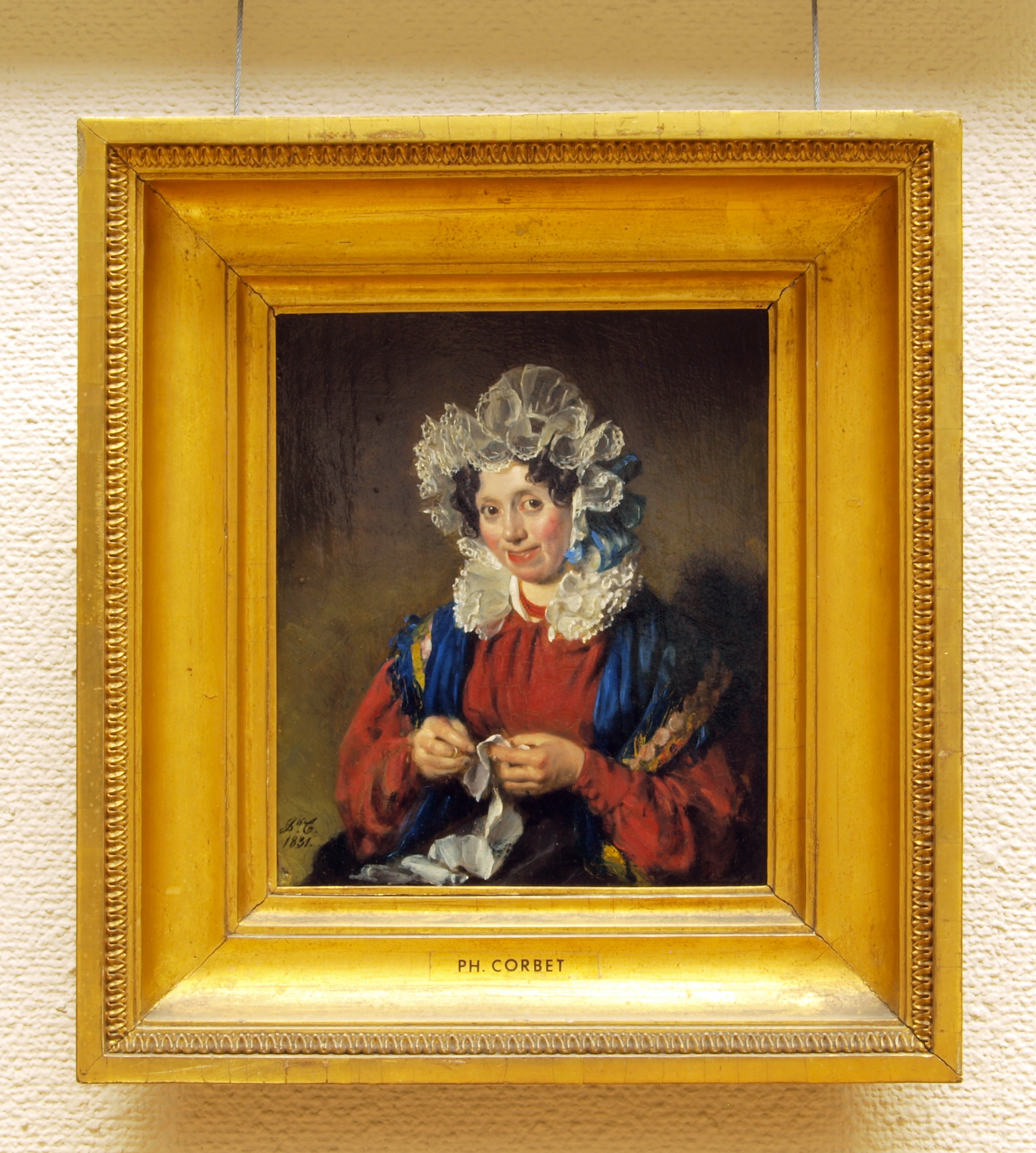
Philip Corbet
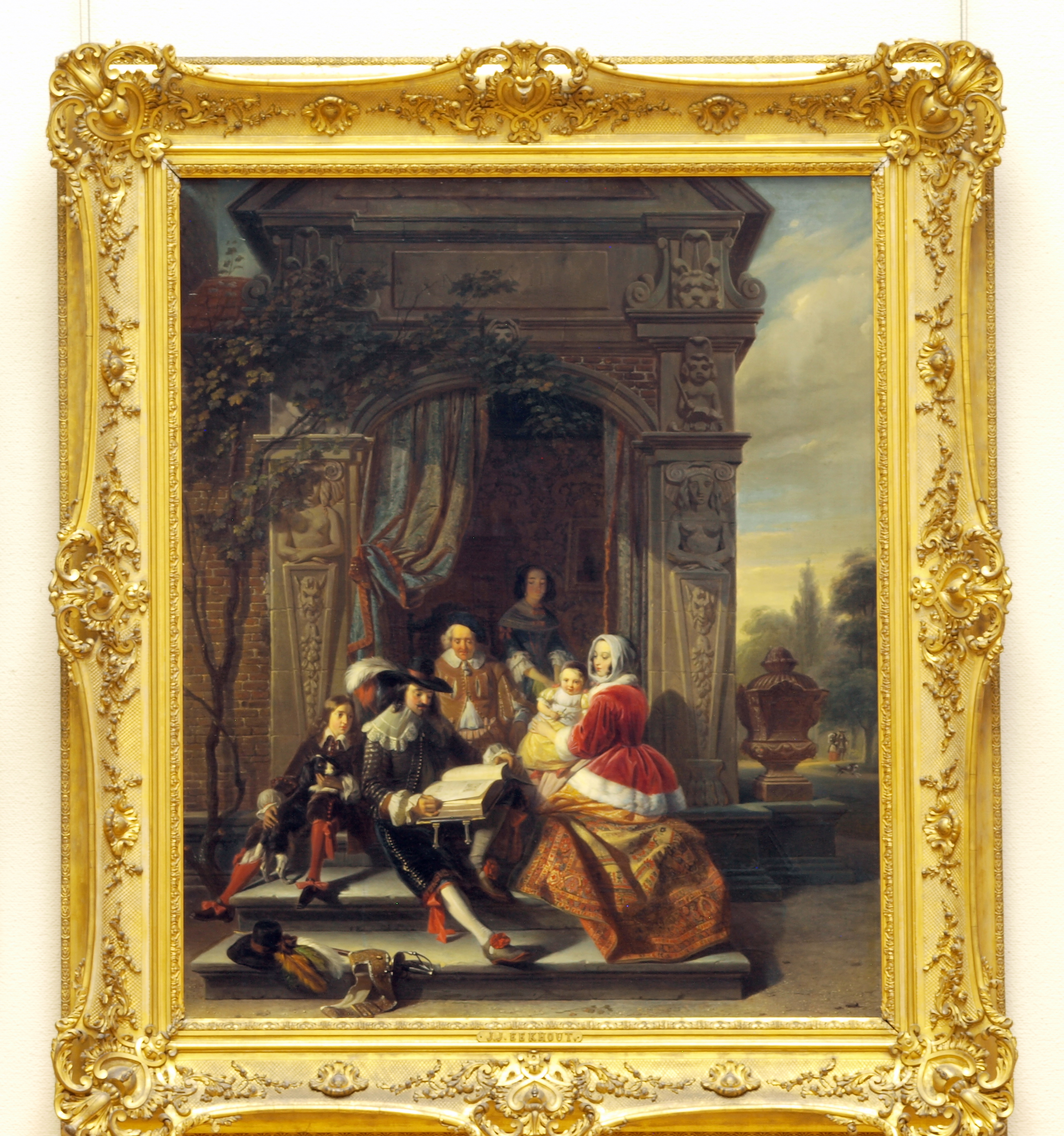
Jacobus Josephus Eeckhout
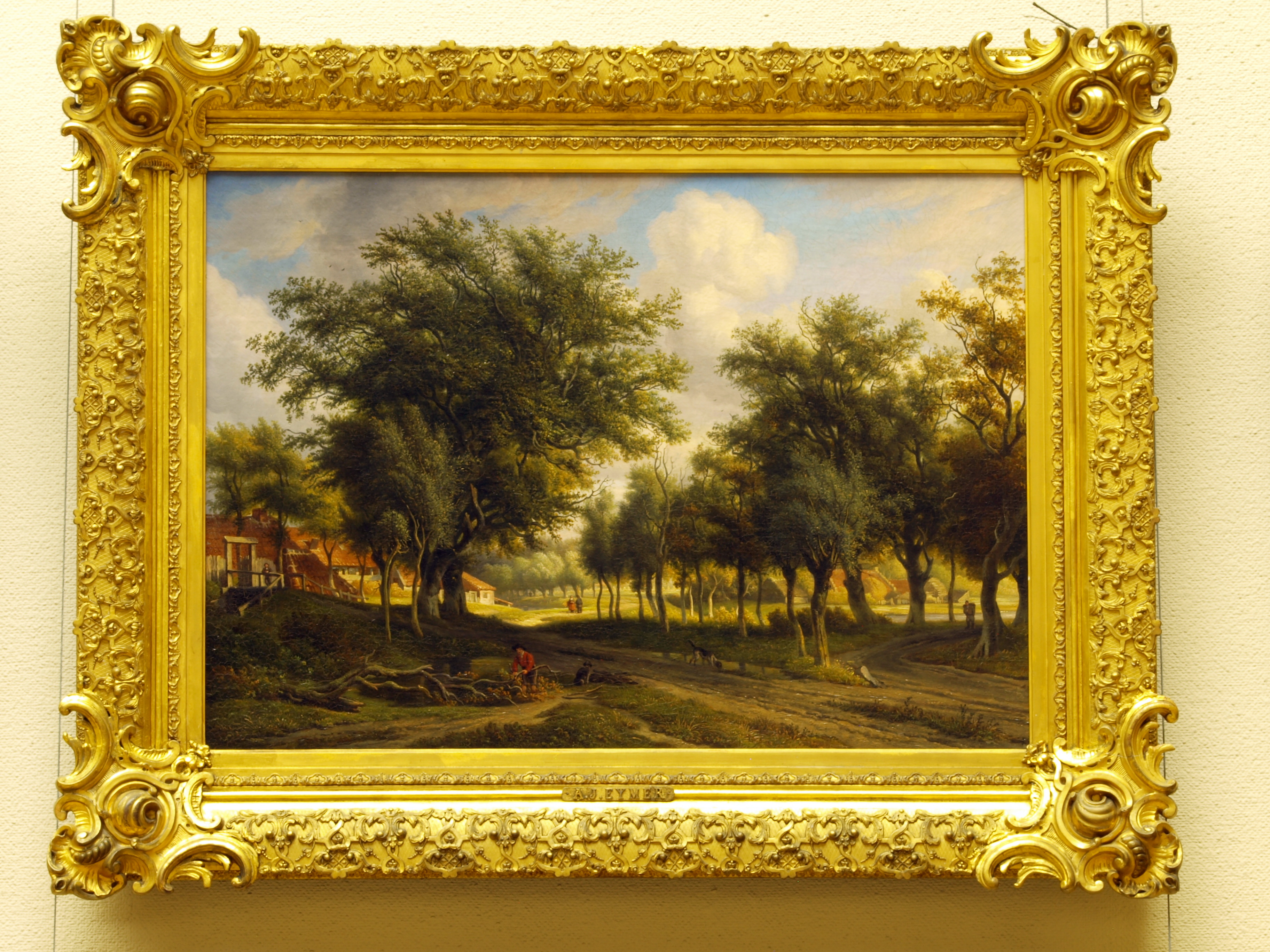
Arnoldus Johannes Eymer
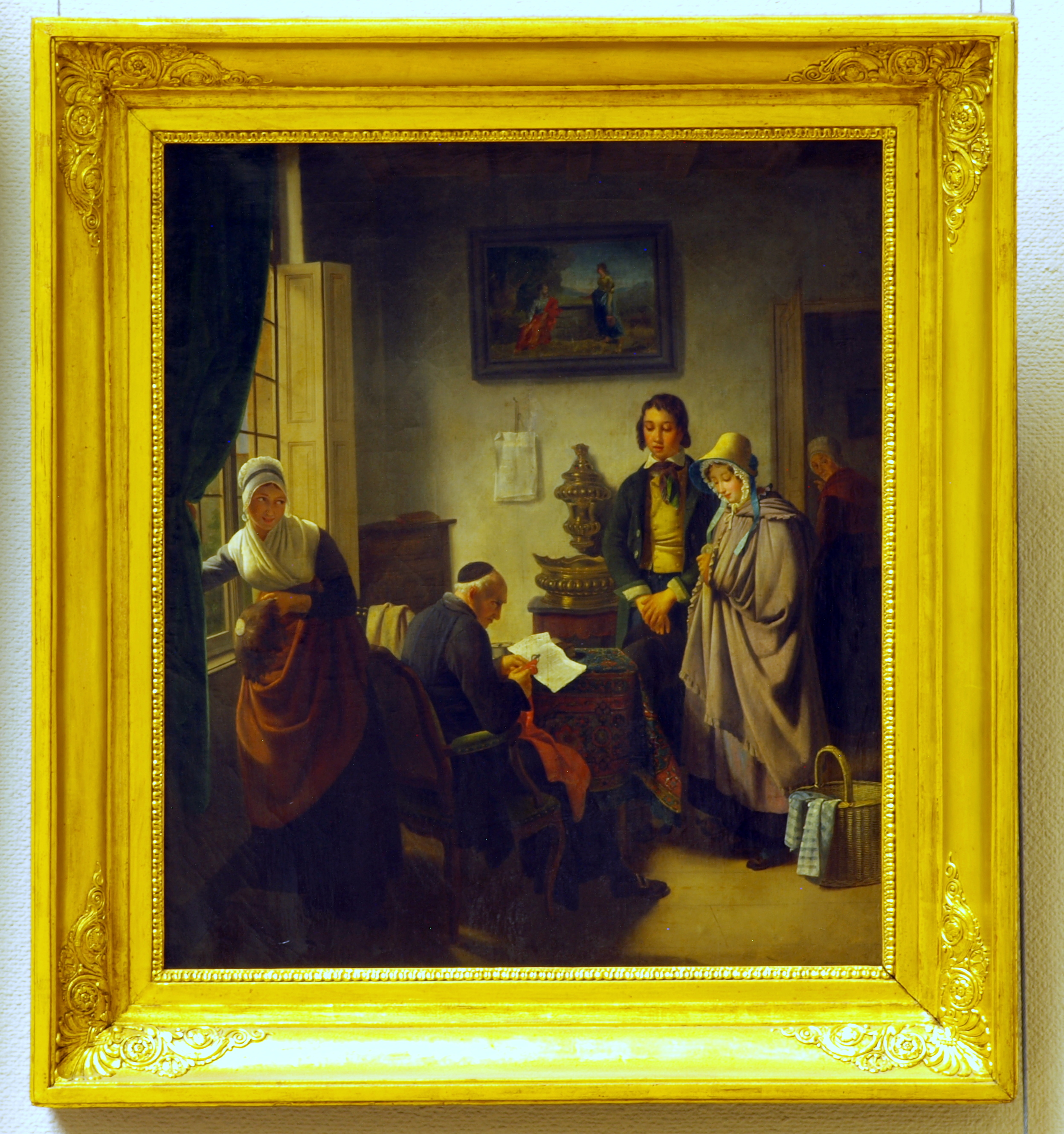
Jozef Geirnaert
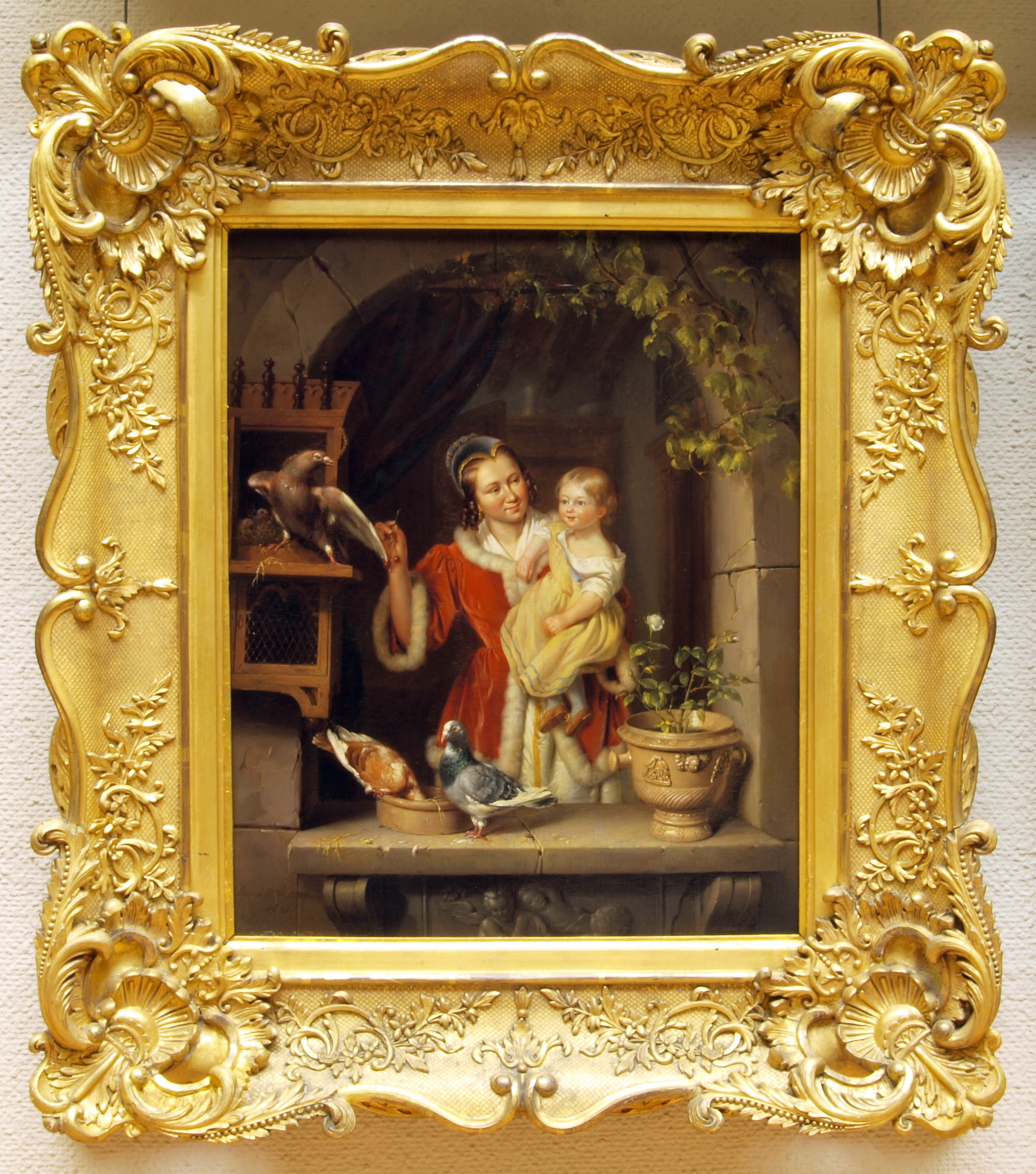
Elisabeth Alida Haanen
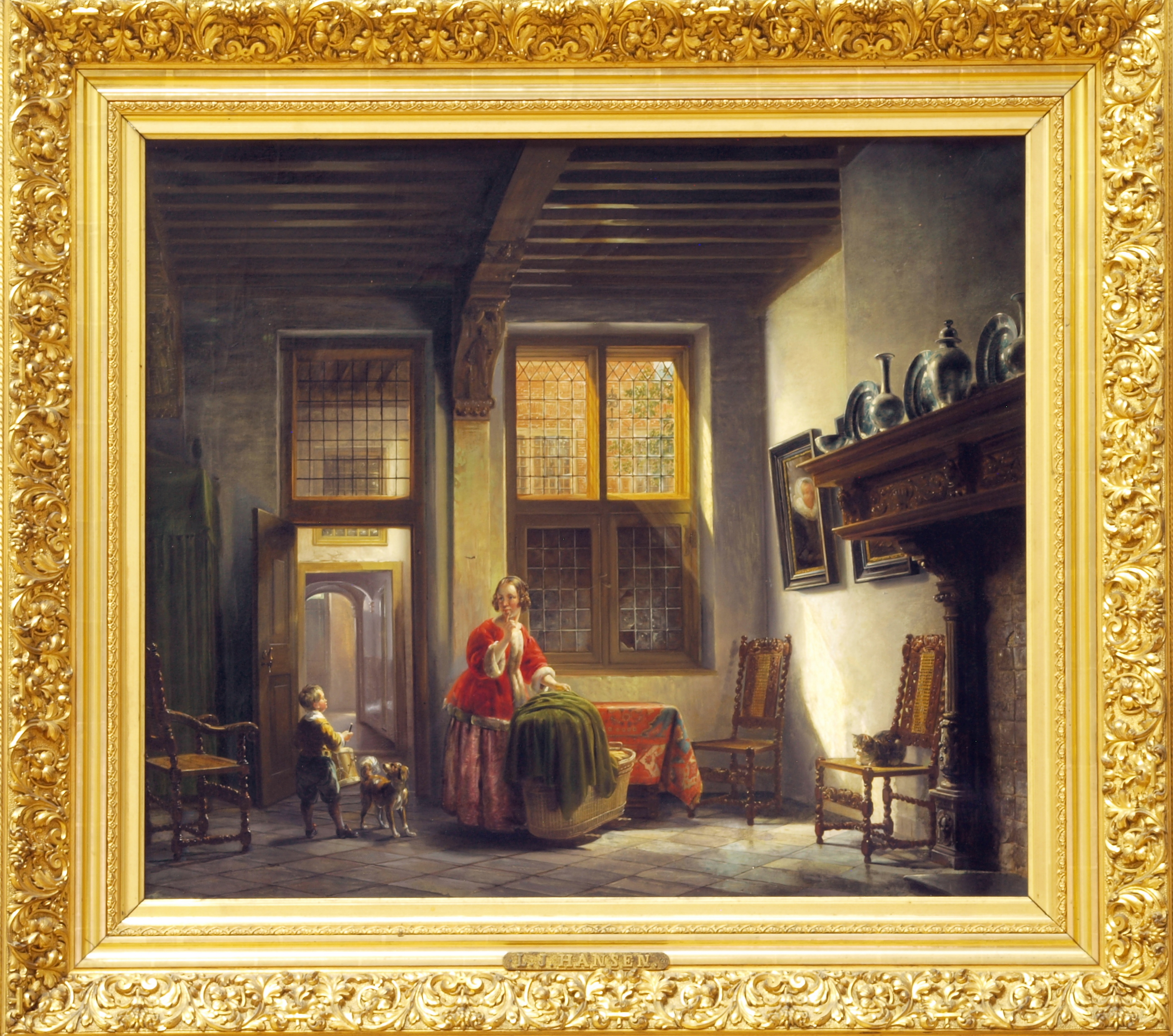
Lambertus Johannes Hansen
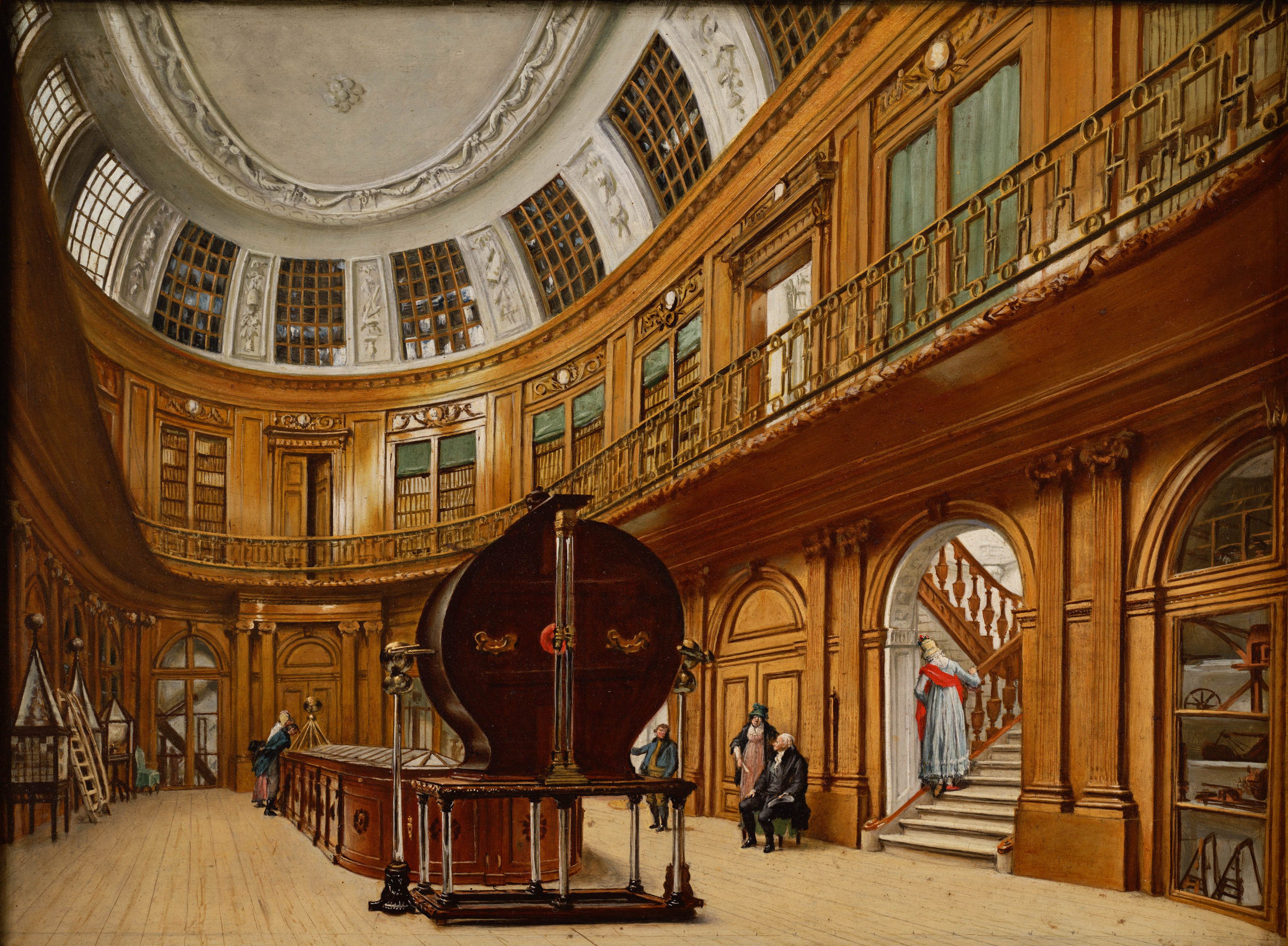
Wybrand Hendricks
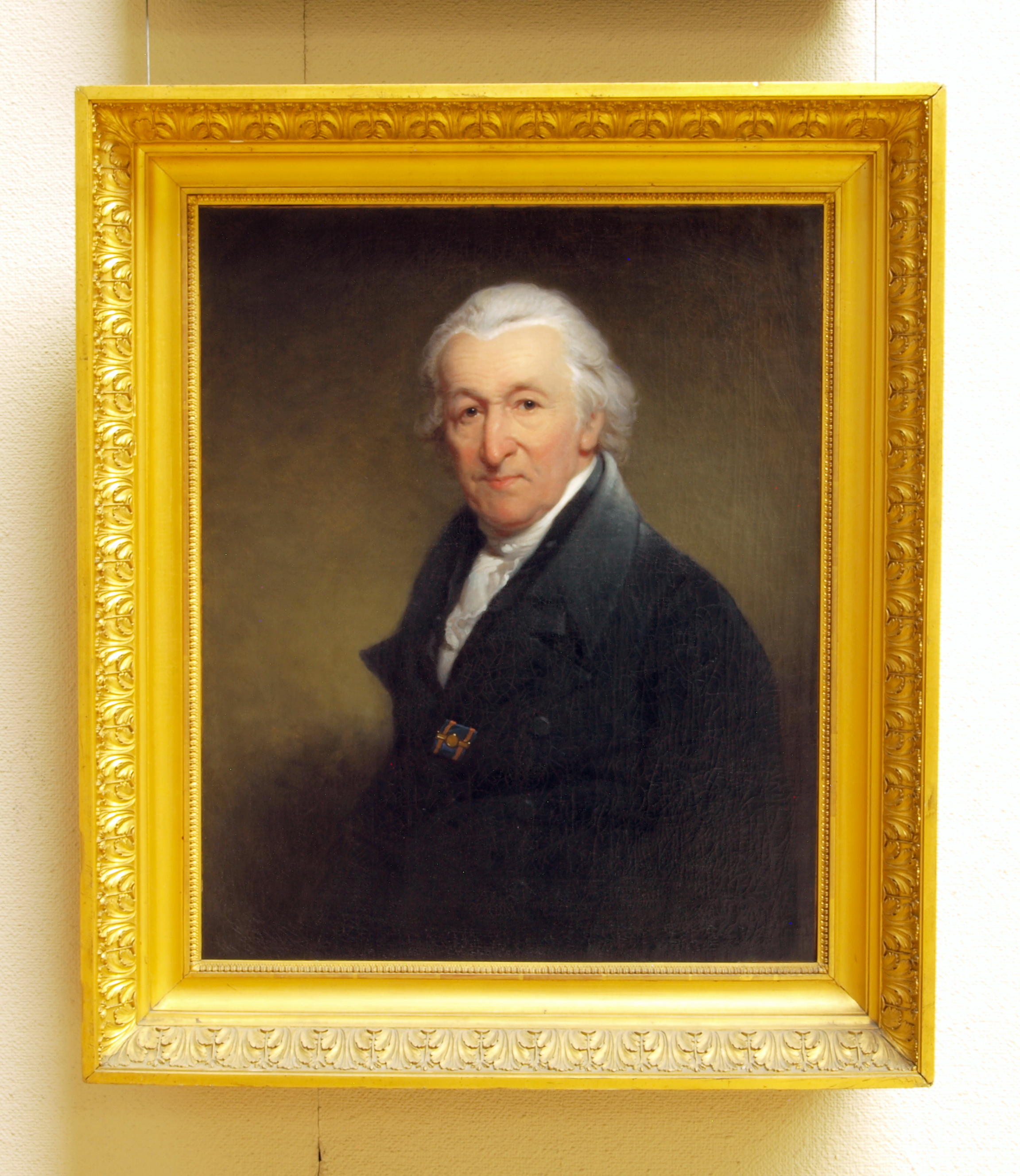
Charles Howard Hodges
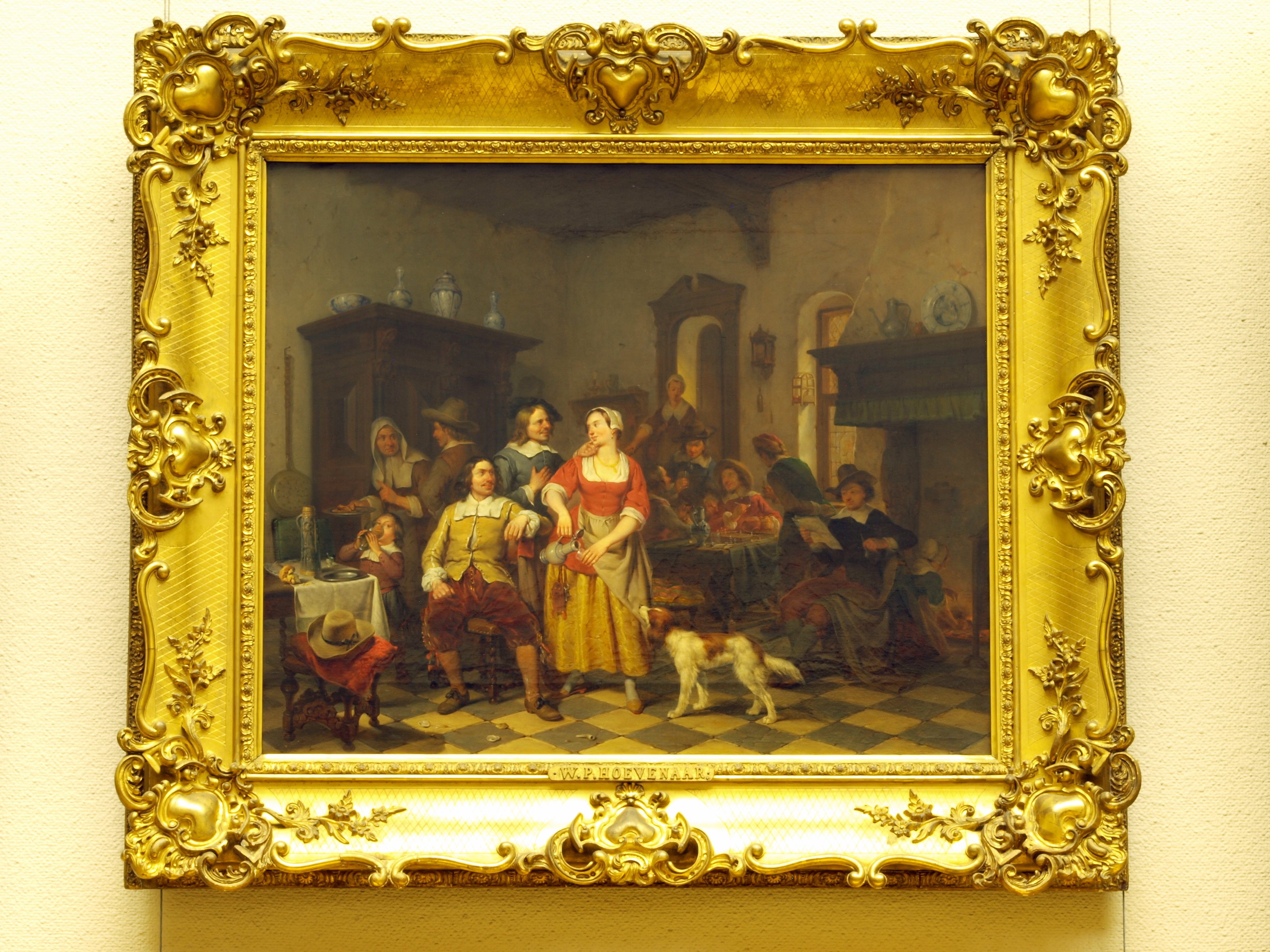
Willem Pieter Hoevenaar
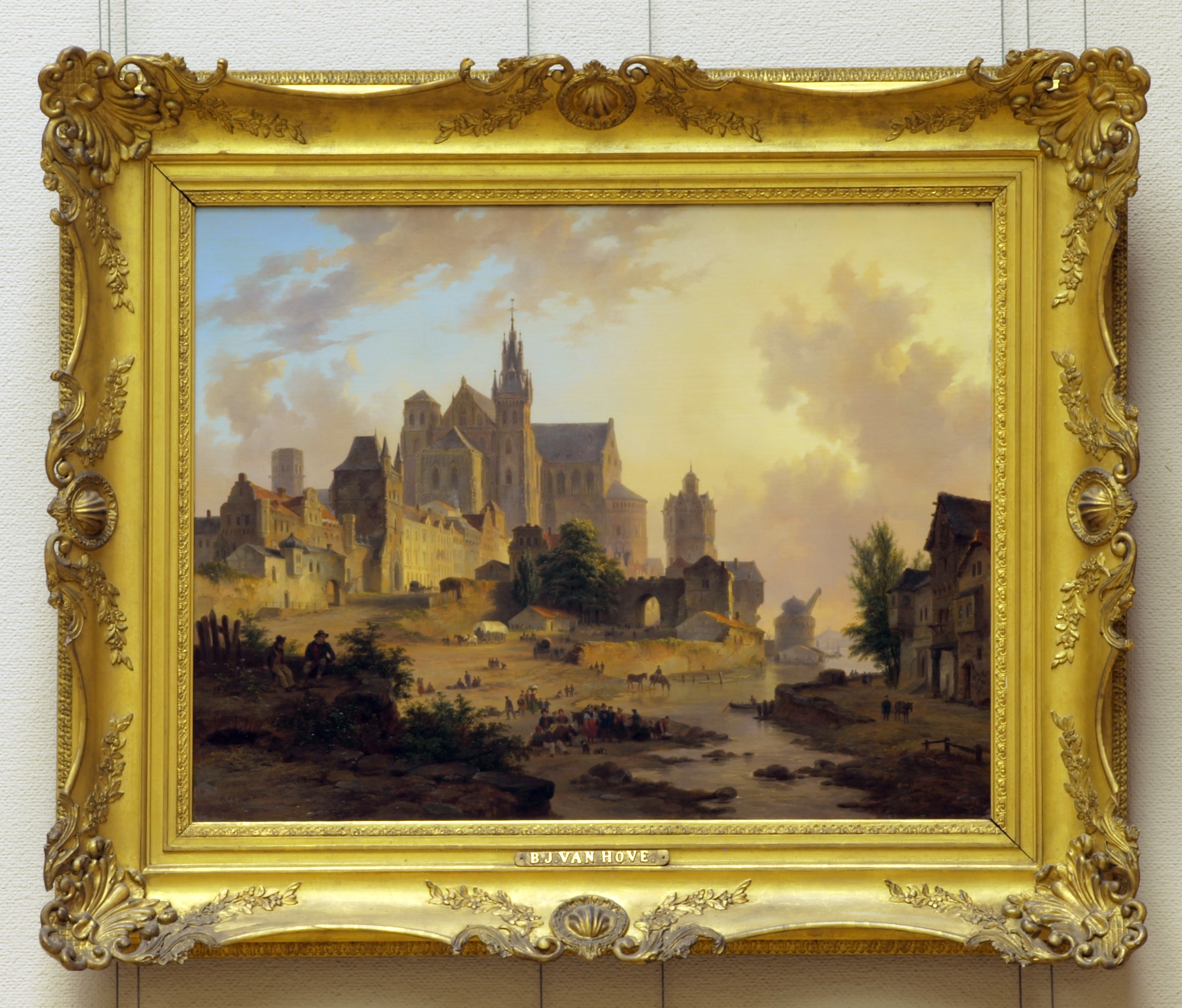
Bartholomeus Johannes van Hove
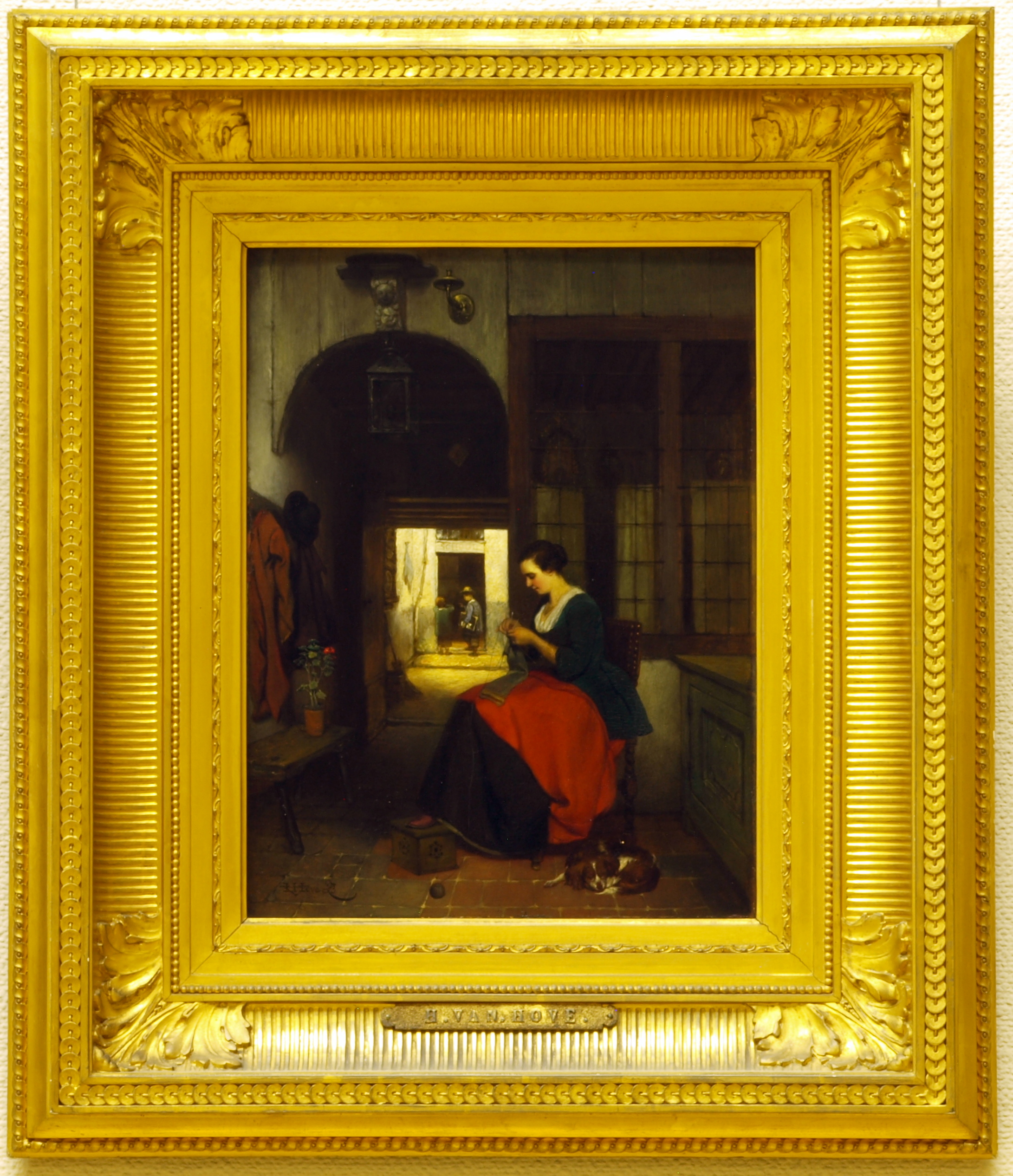
Hubertus van Hove
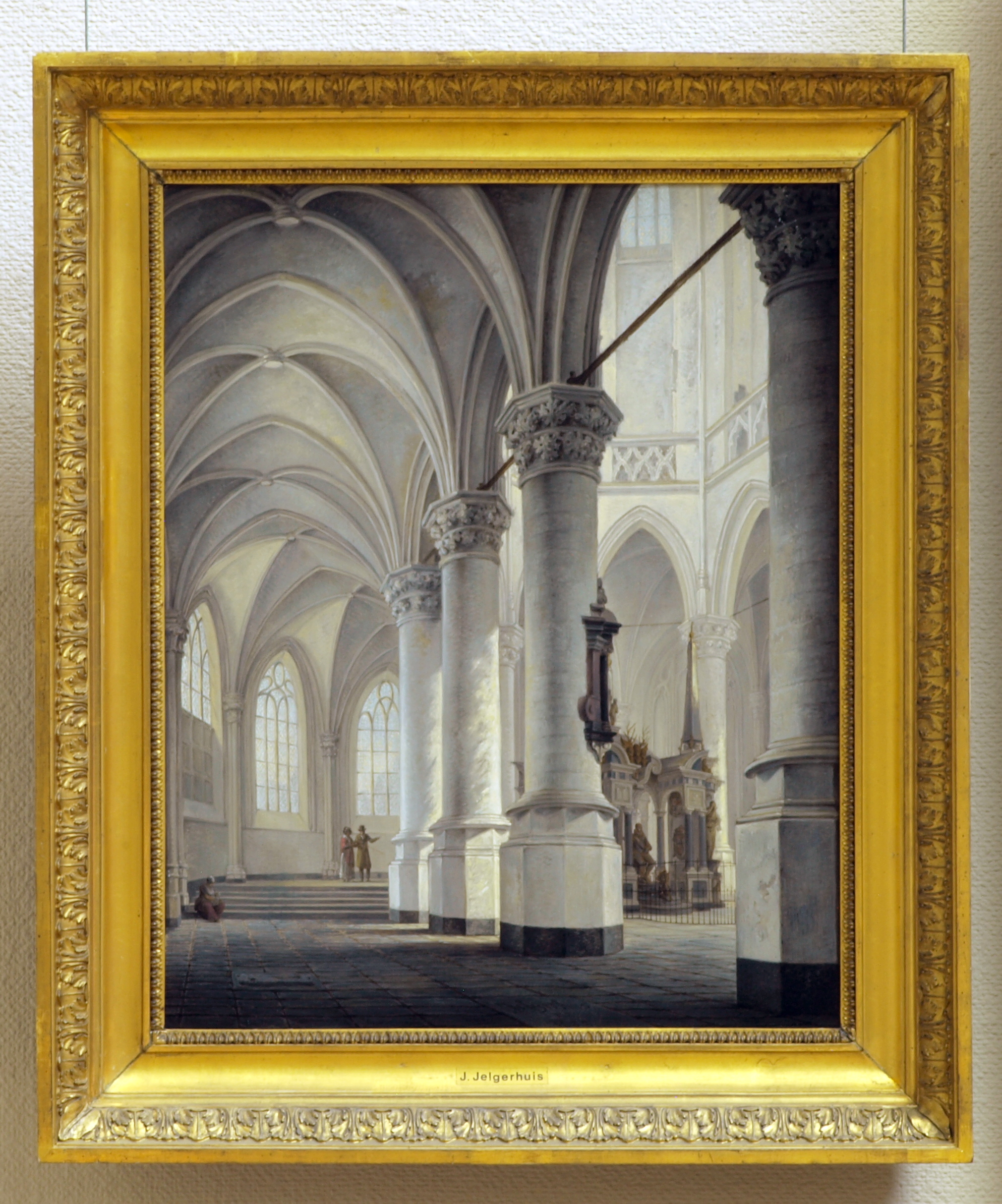
Johannes Jelgerhuis
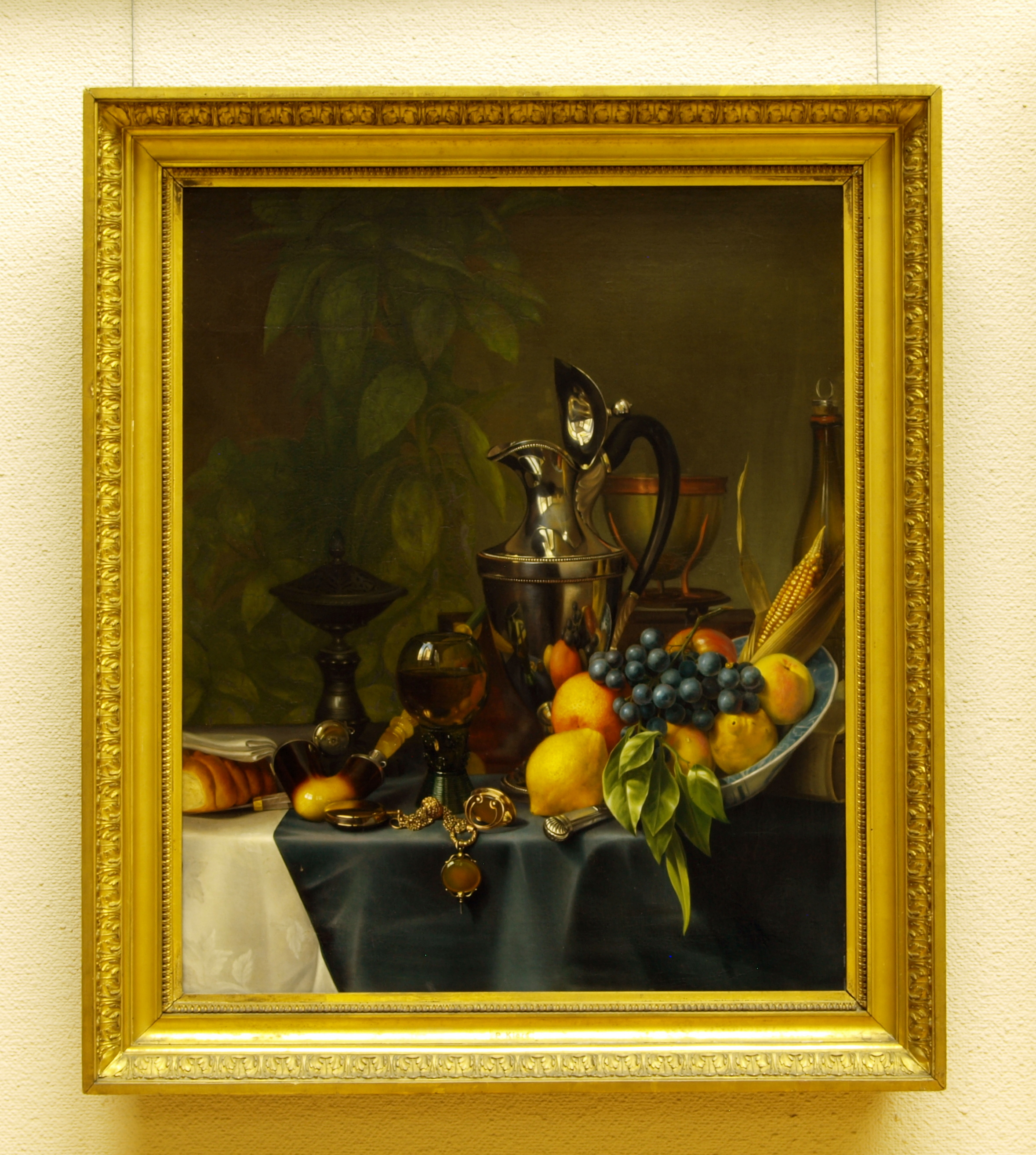
Petrus Kiers
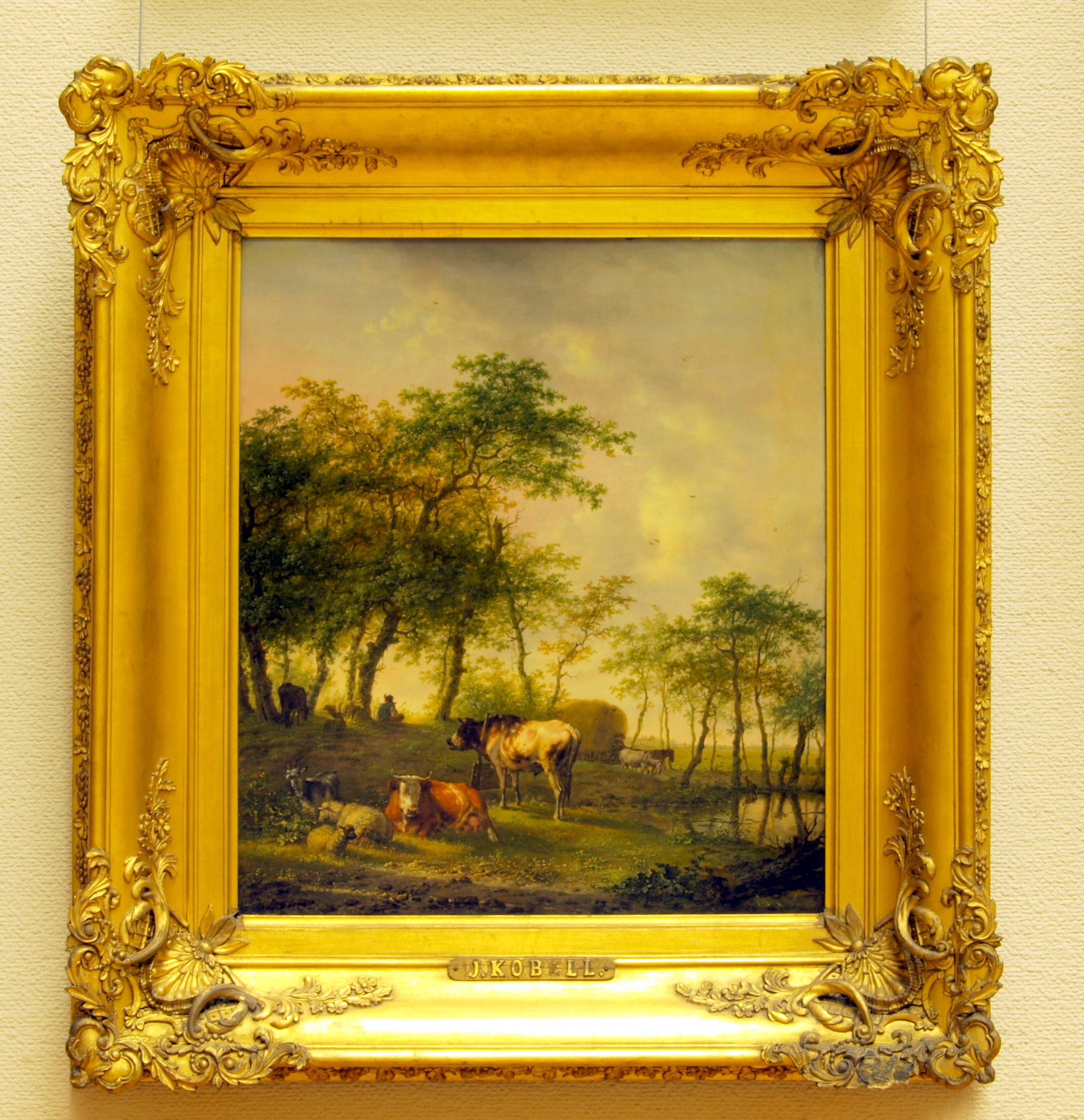
Jan Kobell
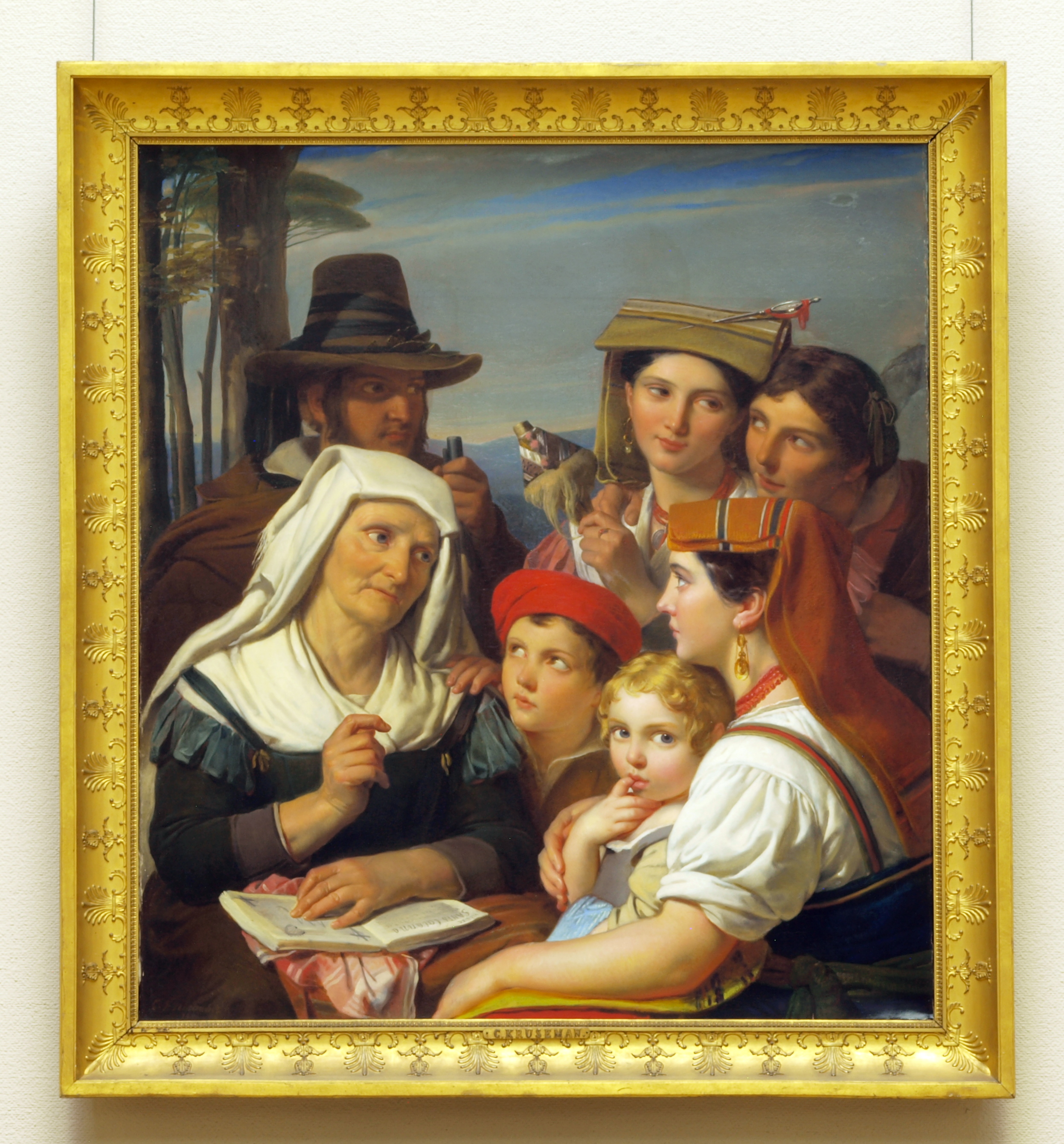
Cornelis Kruseman
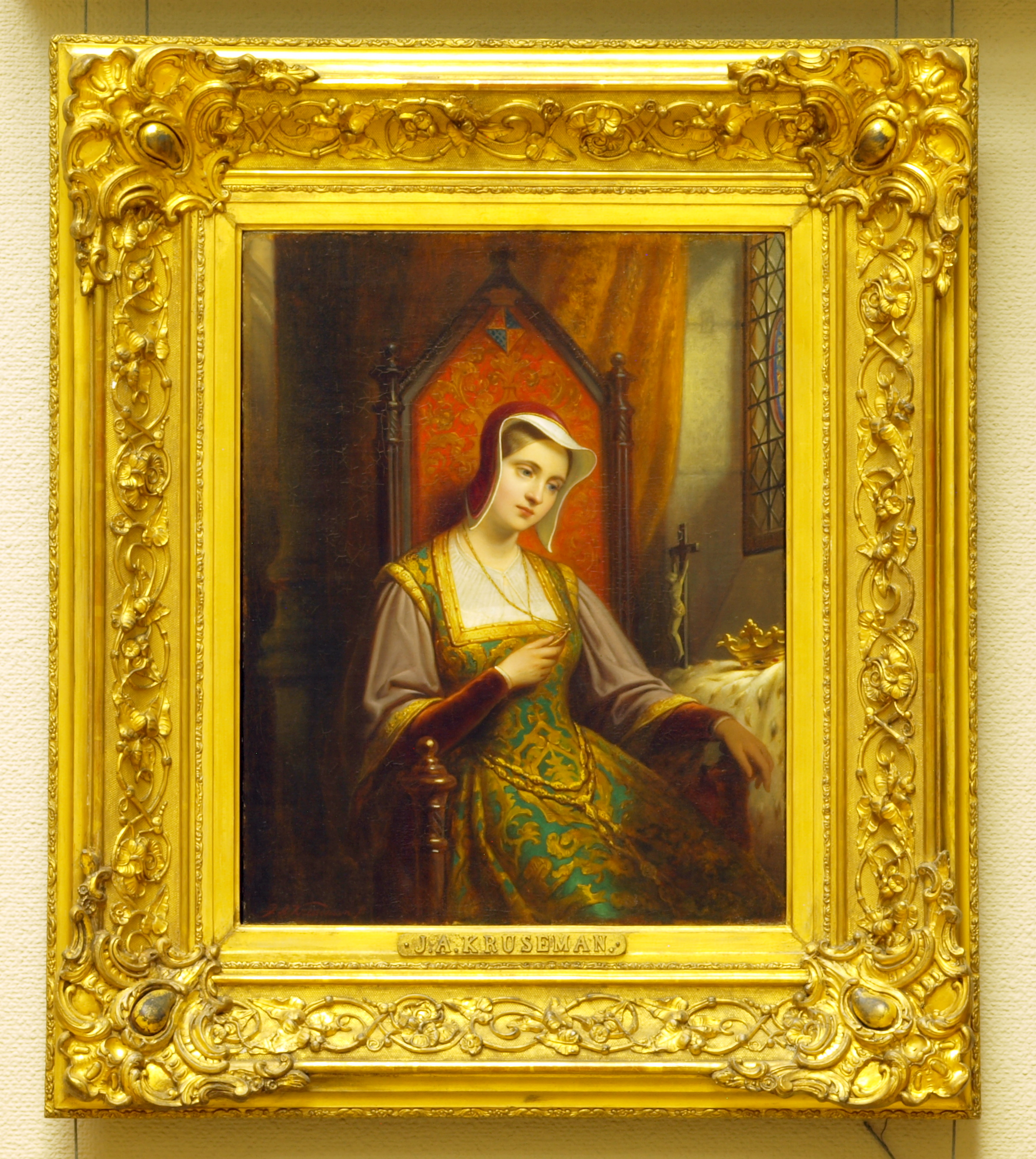
Jan Adam Kruseman
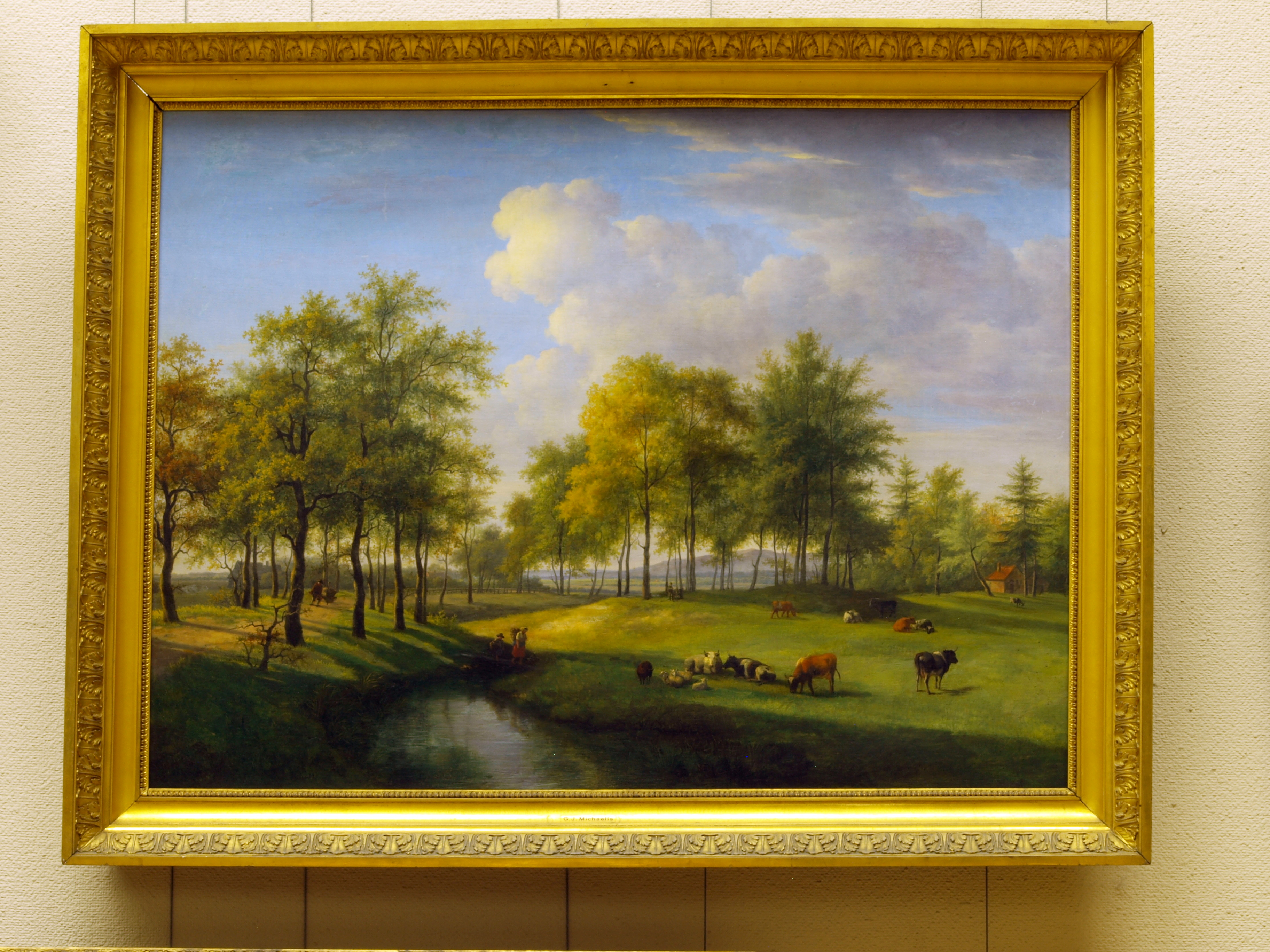
Gerrit Jan Michaëlis
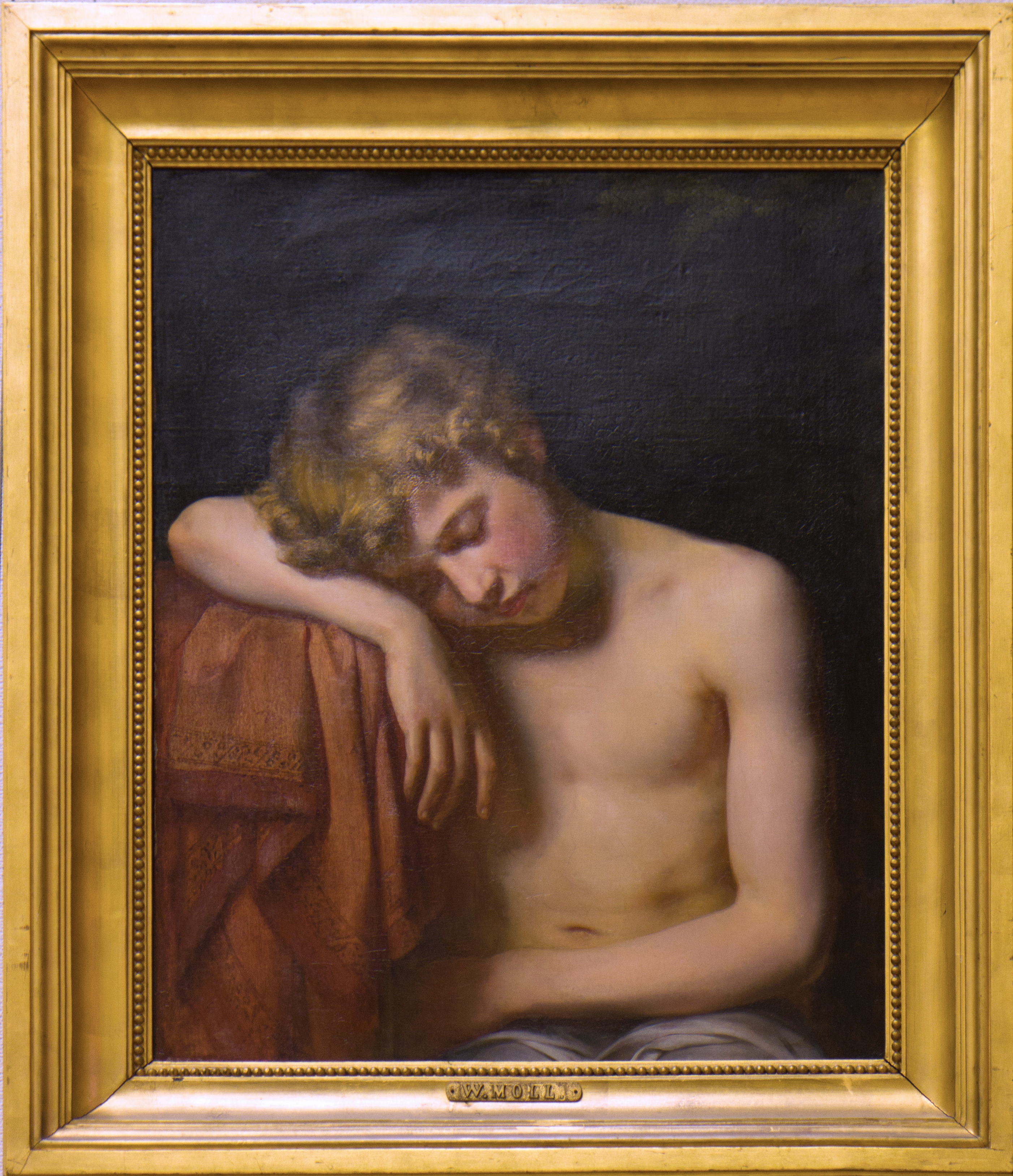
Woutherus Mol
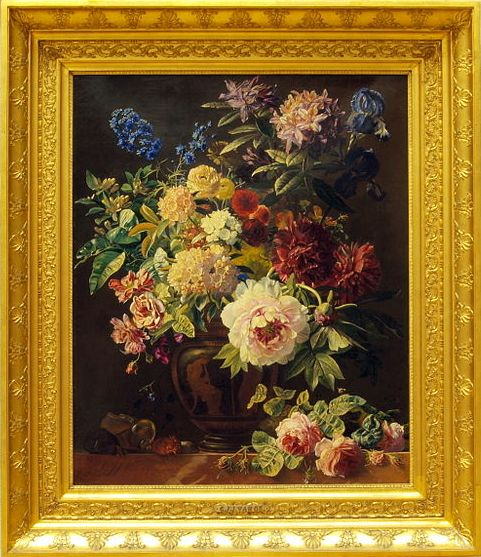
Georgius Jacobus Johannes van Os
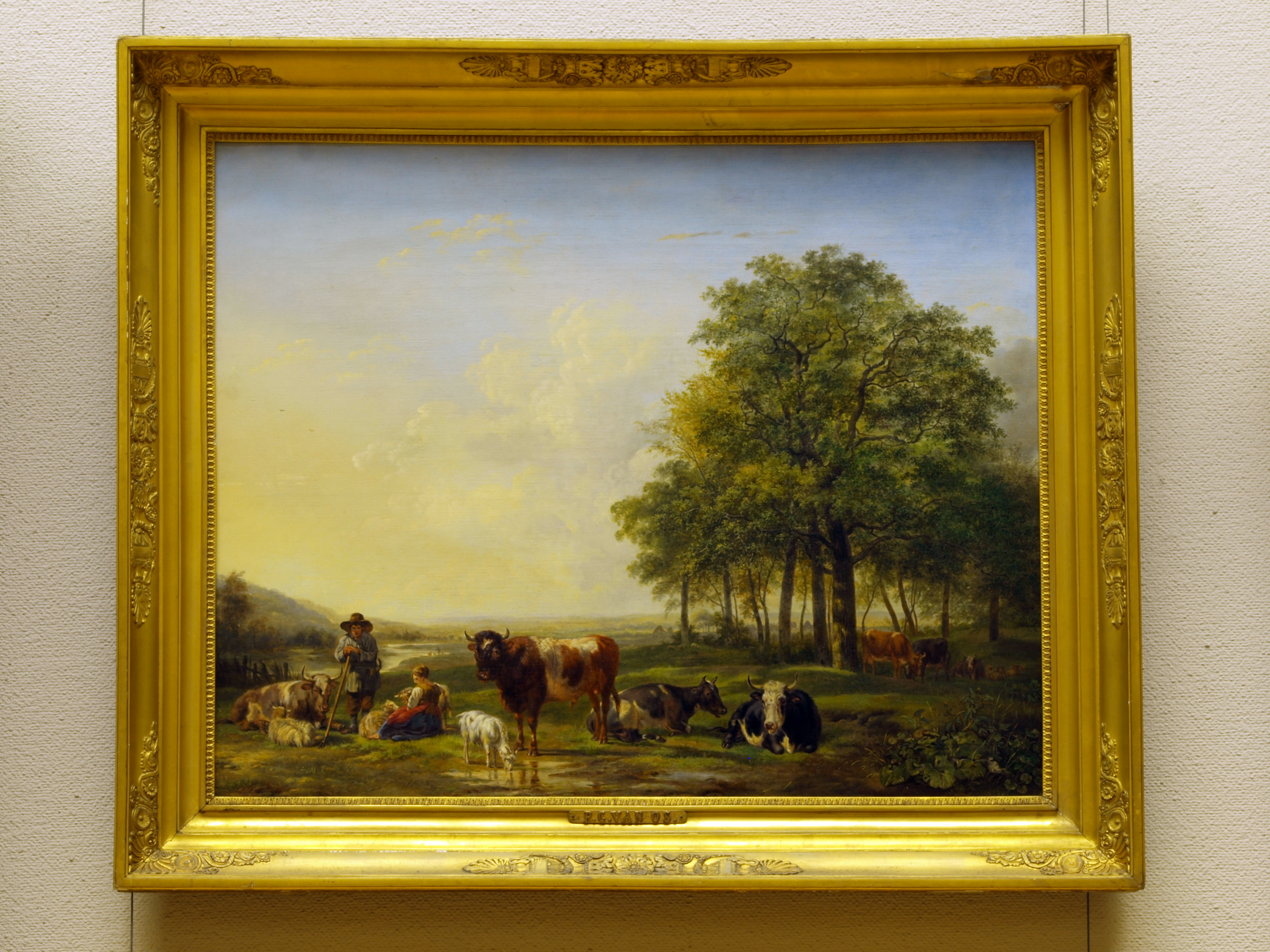
Pieter Gerardus van Os
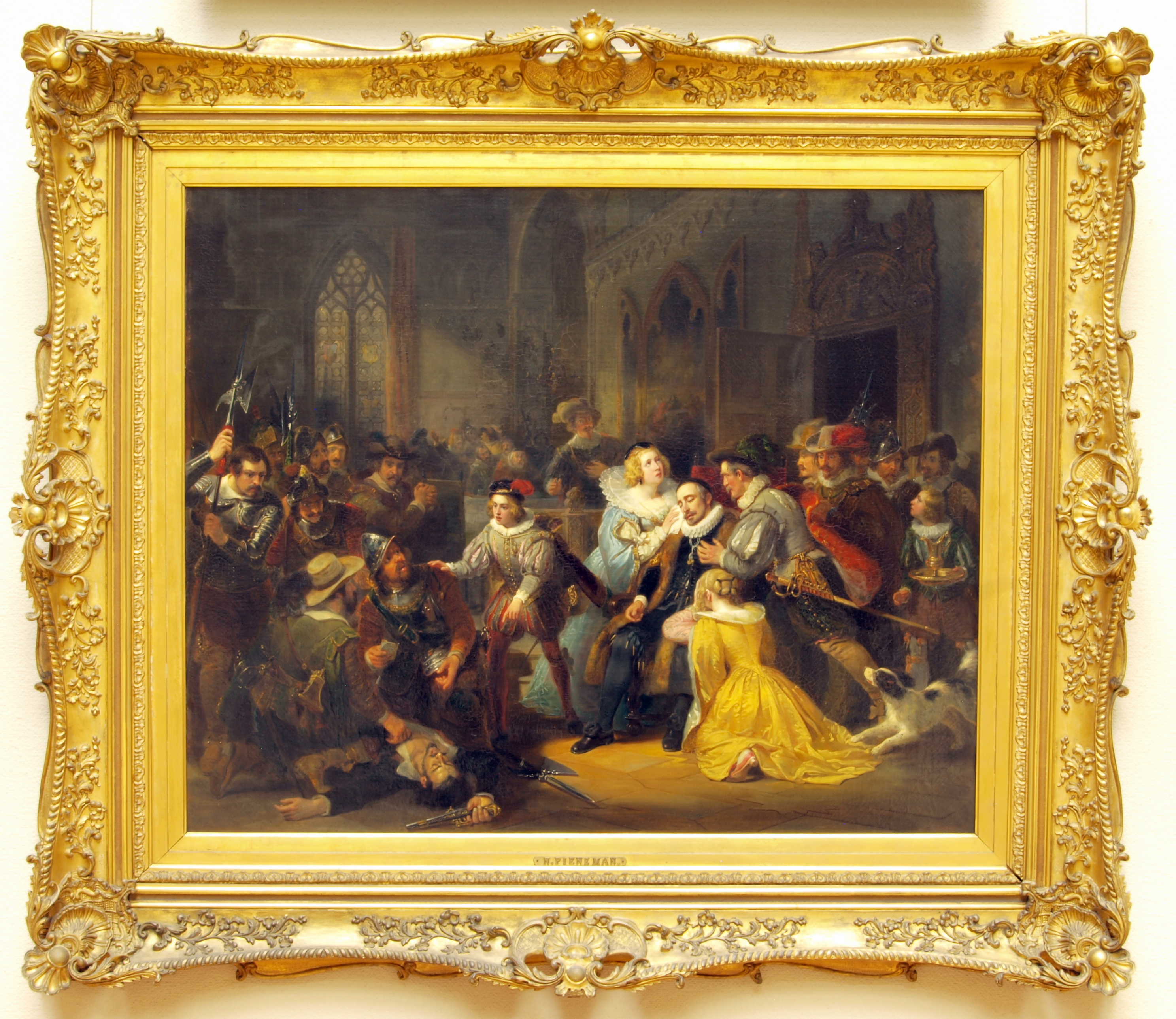
Nicolaas Pieneman
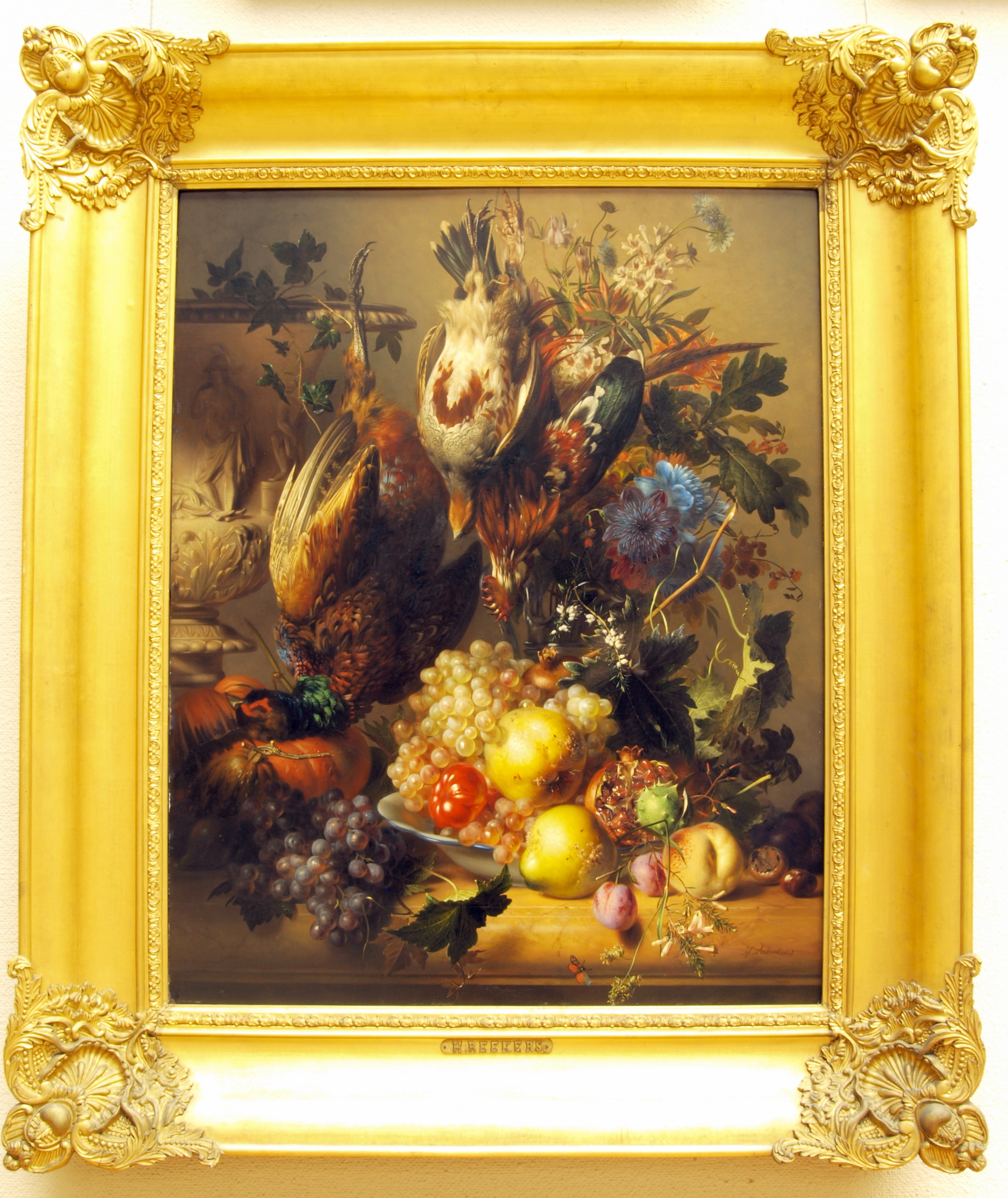
Hendrik Reekers
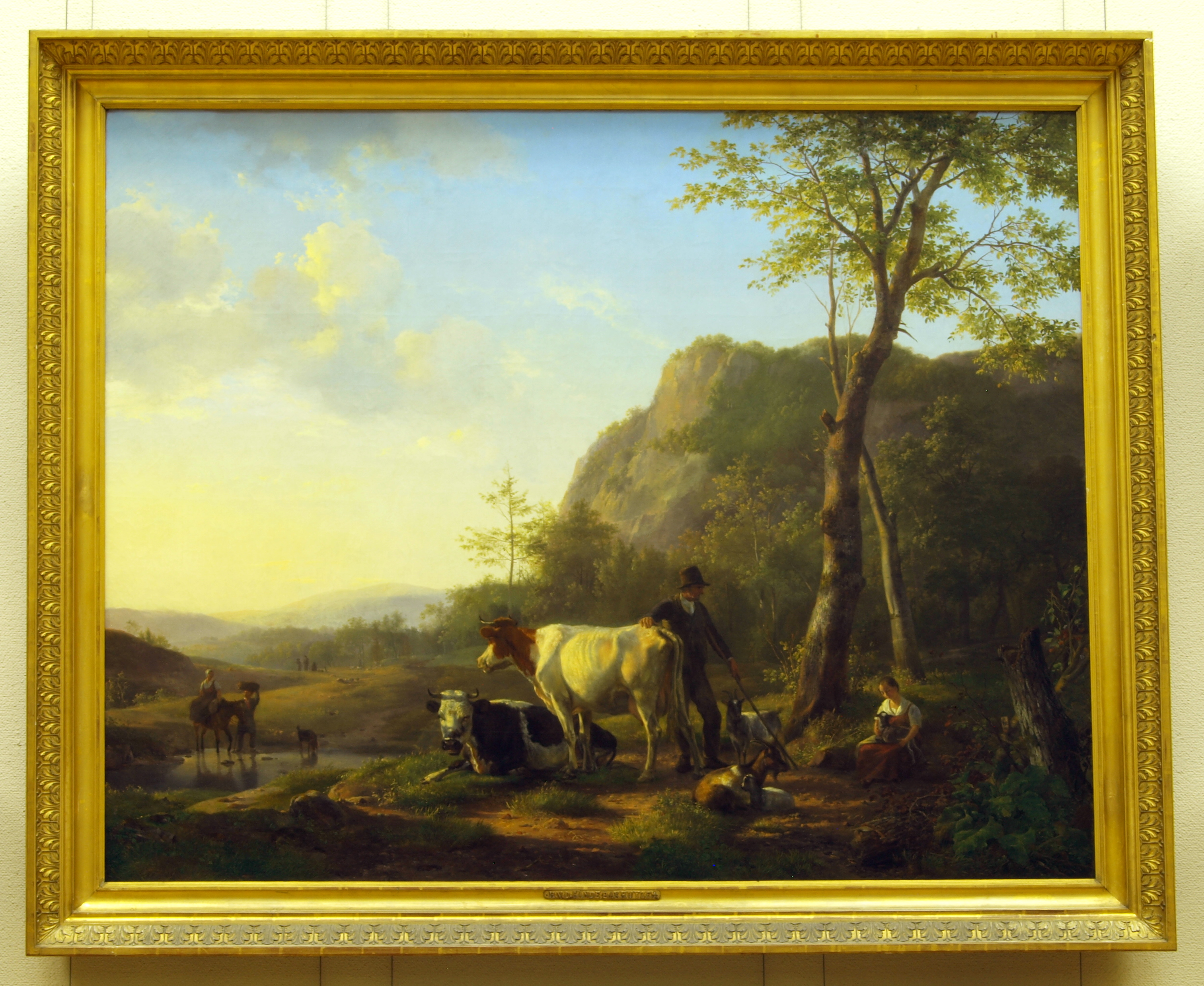
Hendrik van de Sande Bakhuyzen
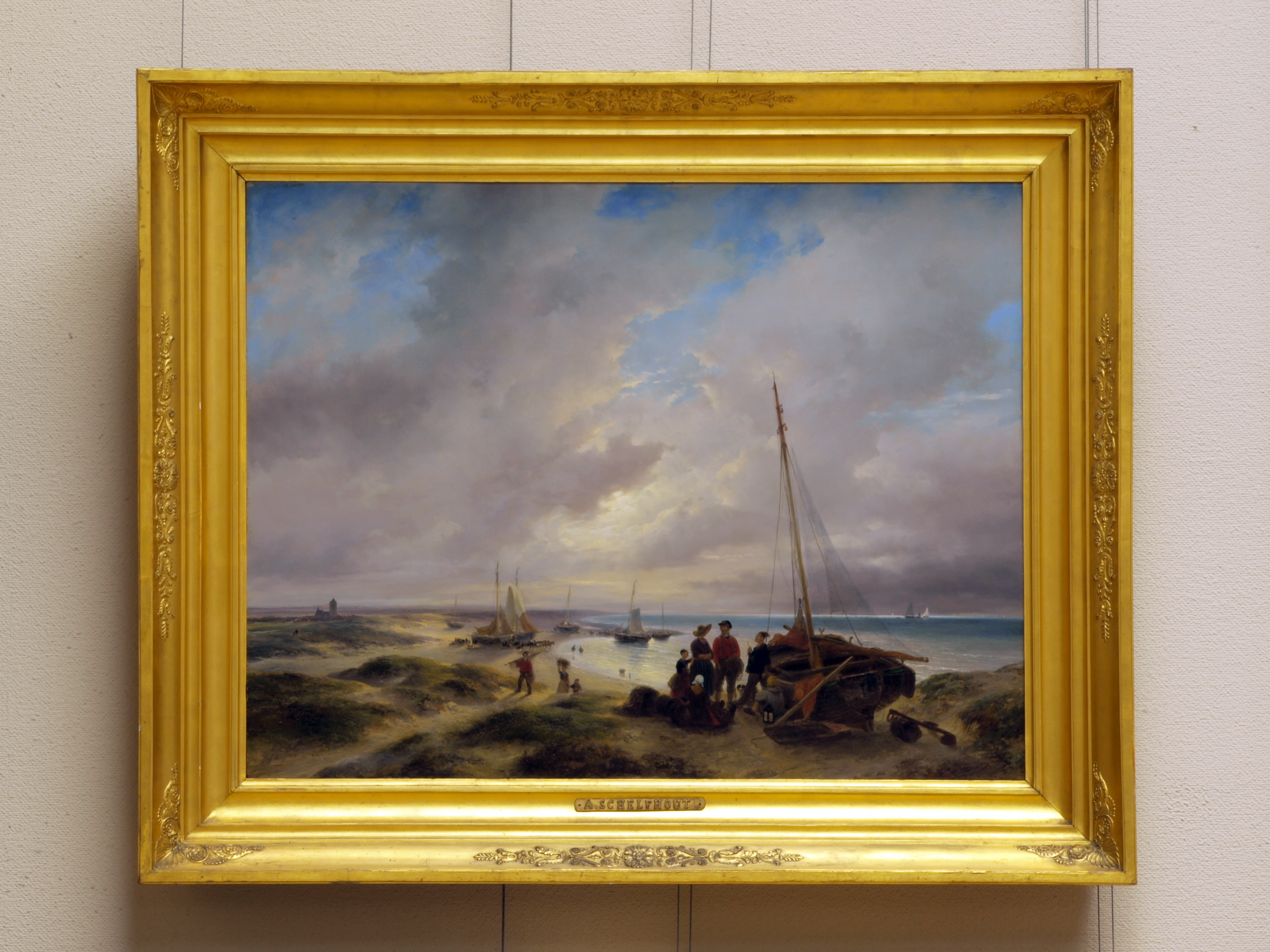
Andreas Schelfhout
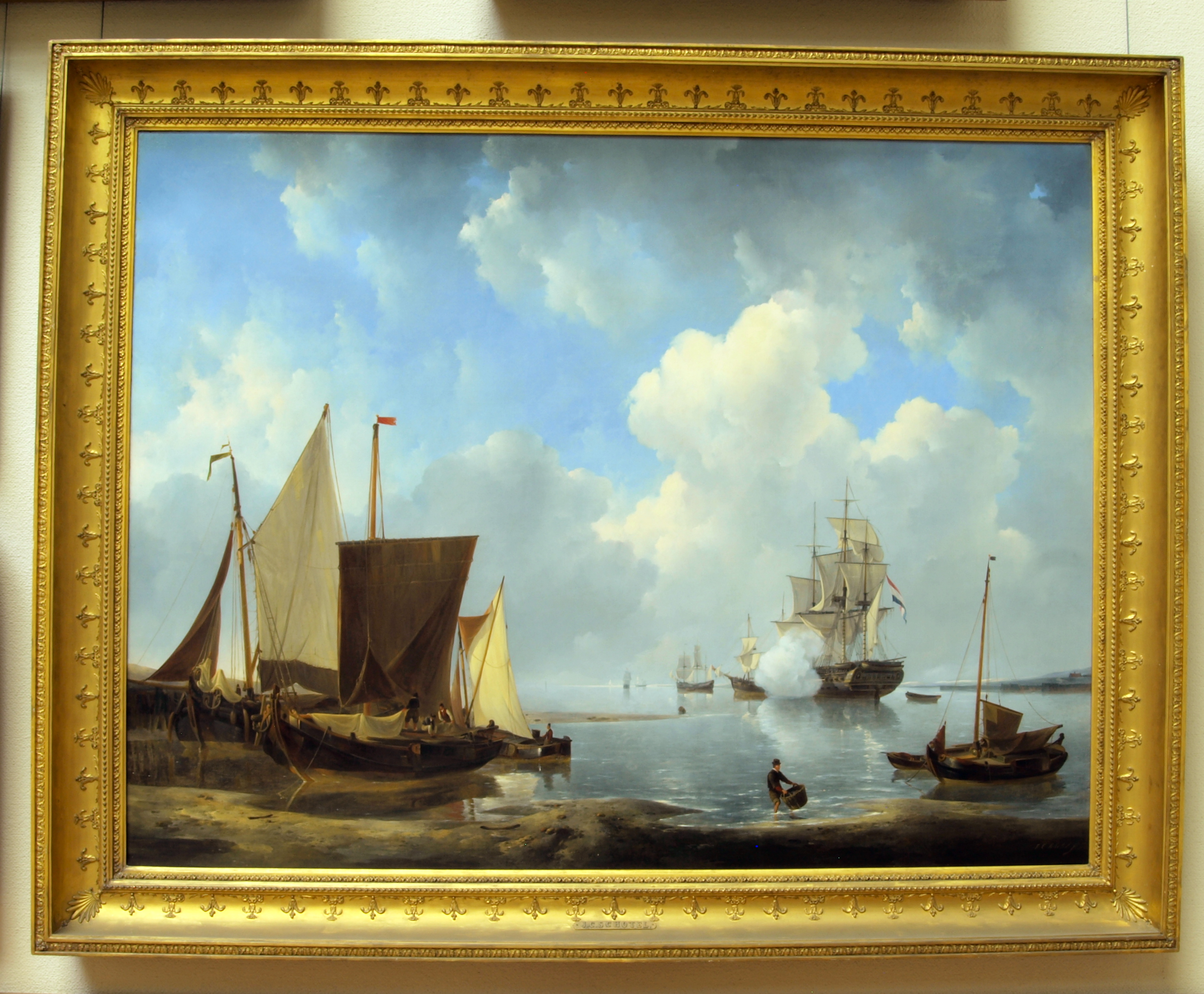
Johannes Christiaan Schotel
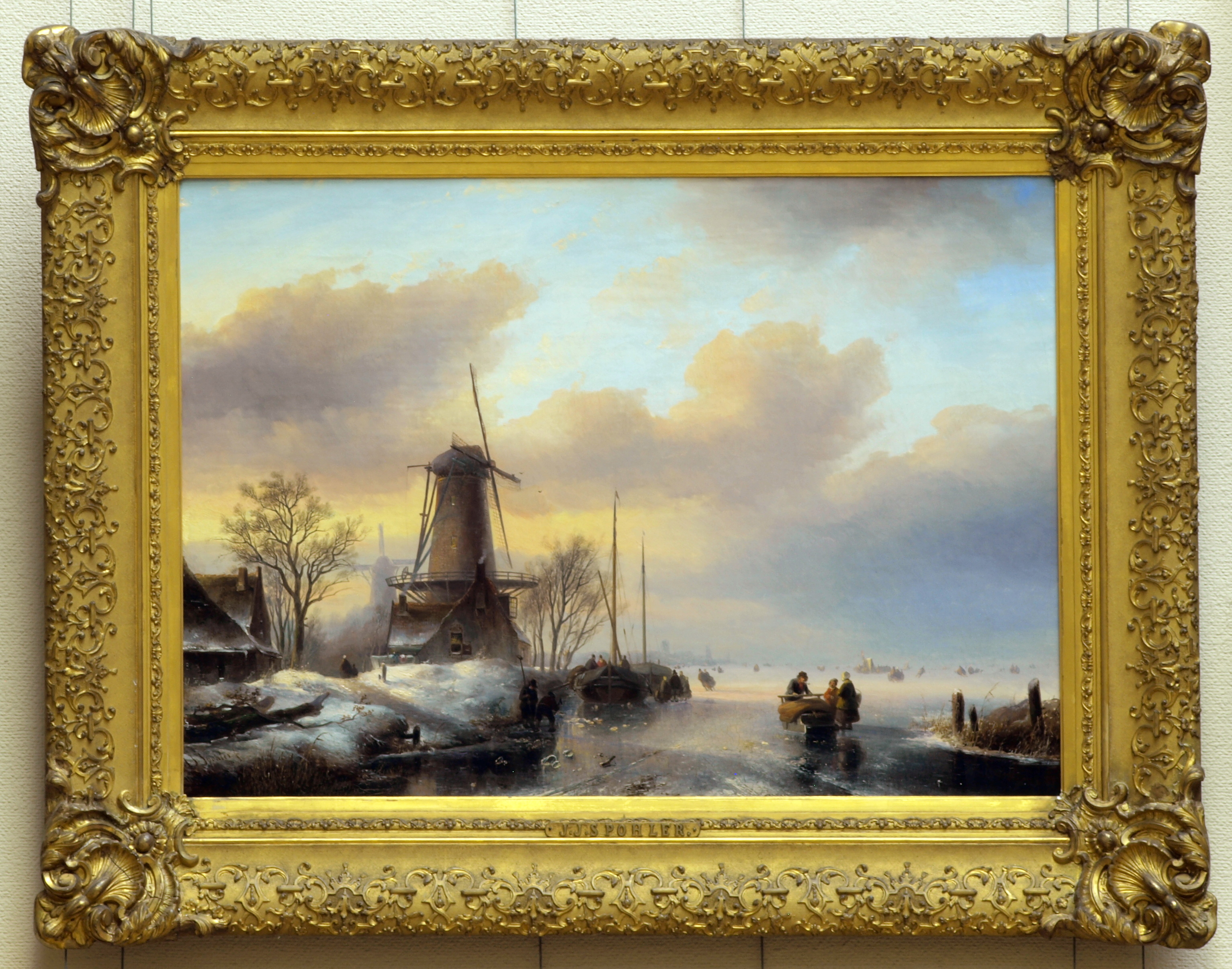
Jan Jacob Spohler
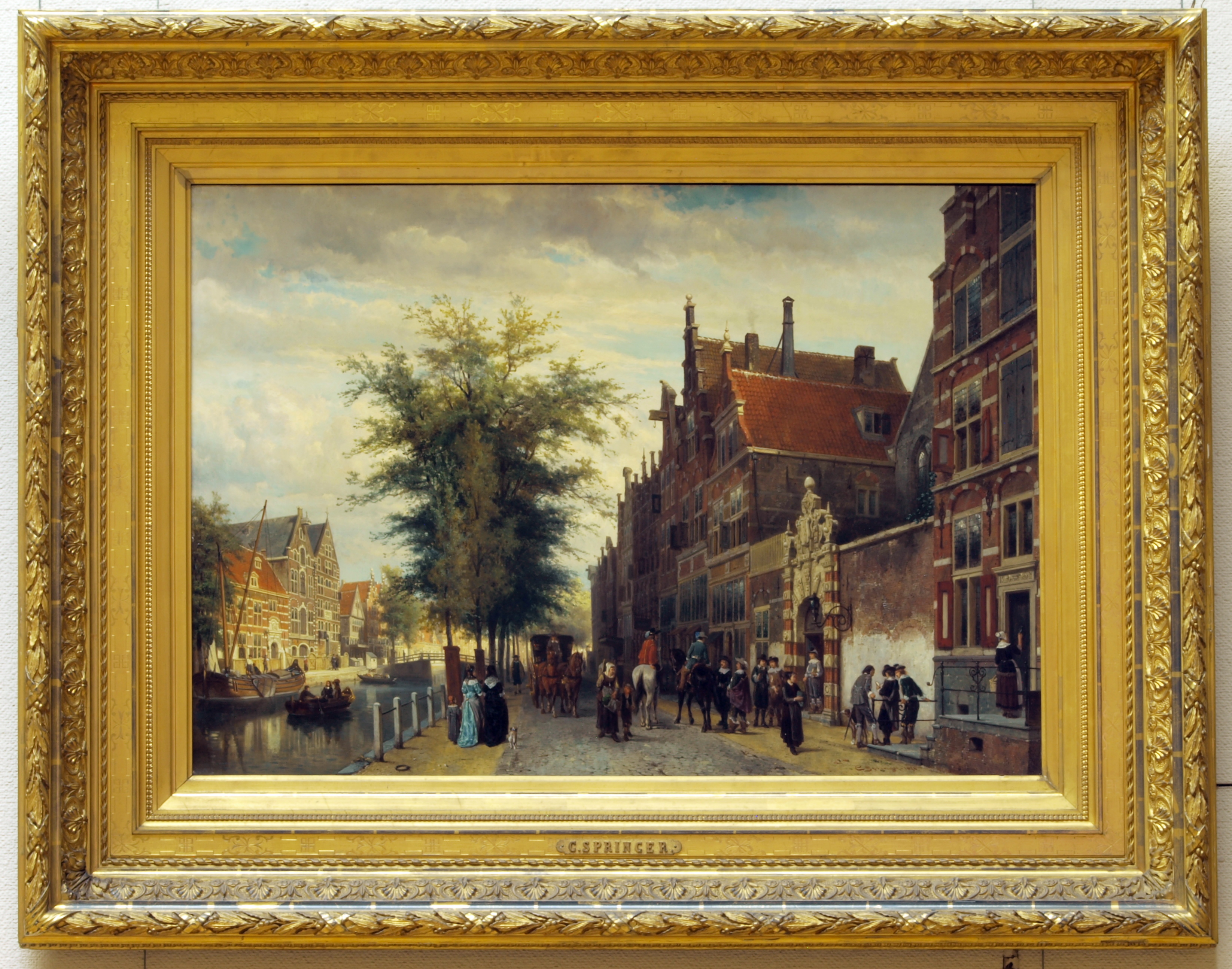
Cornelis Springer
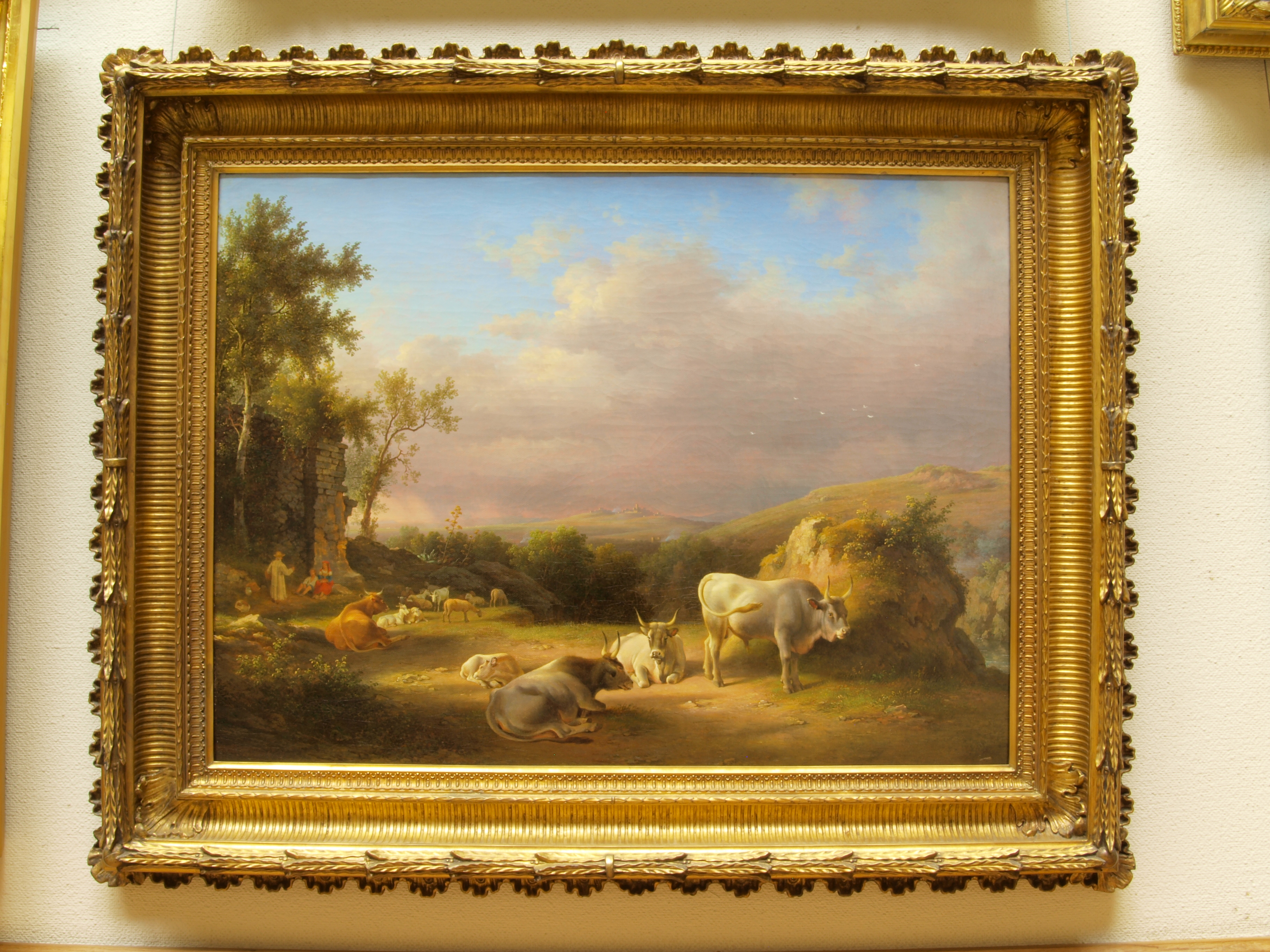
Abraham Teerlink
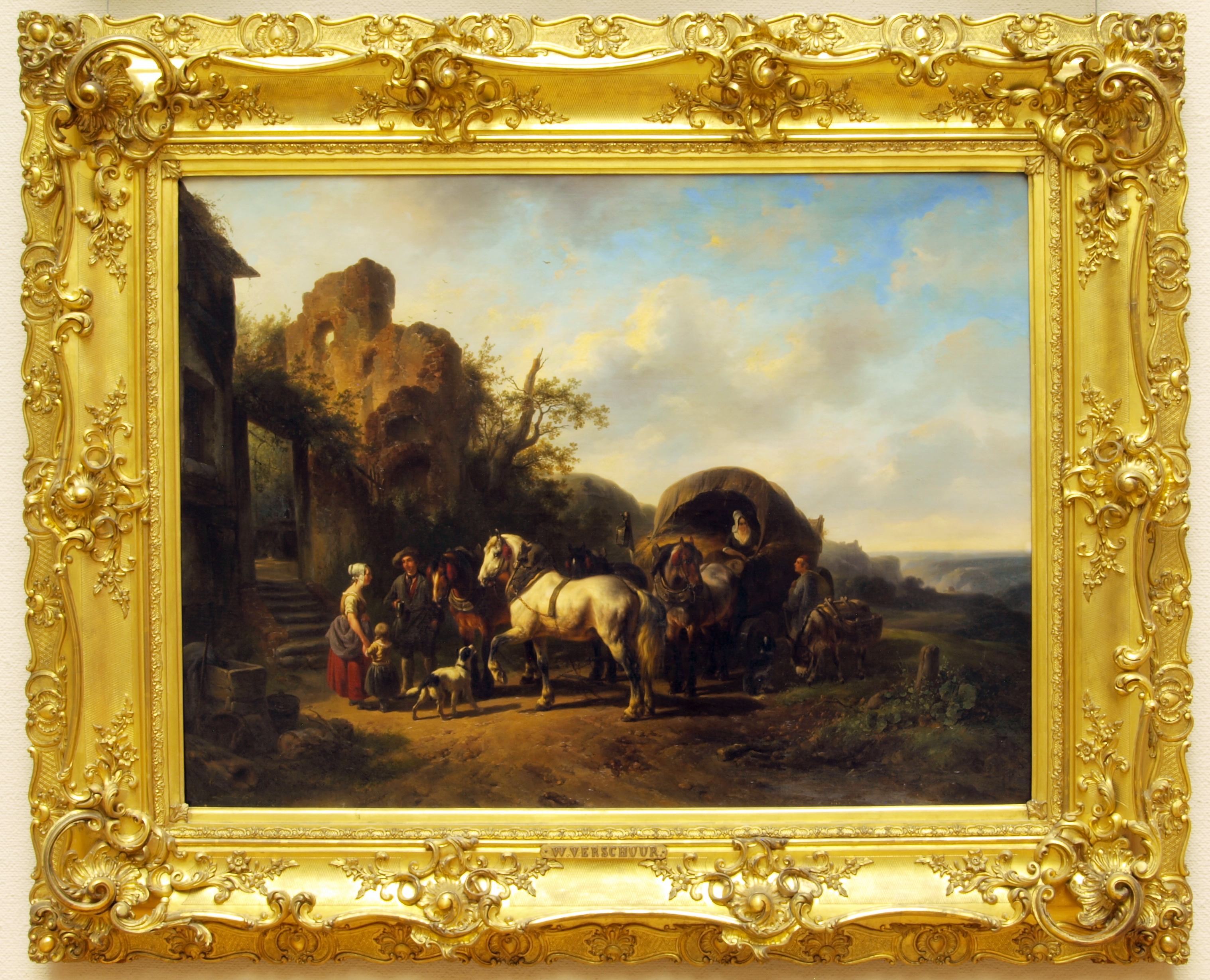
Wouterus Verschuur
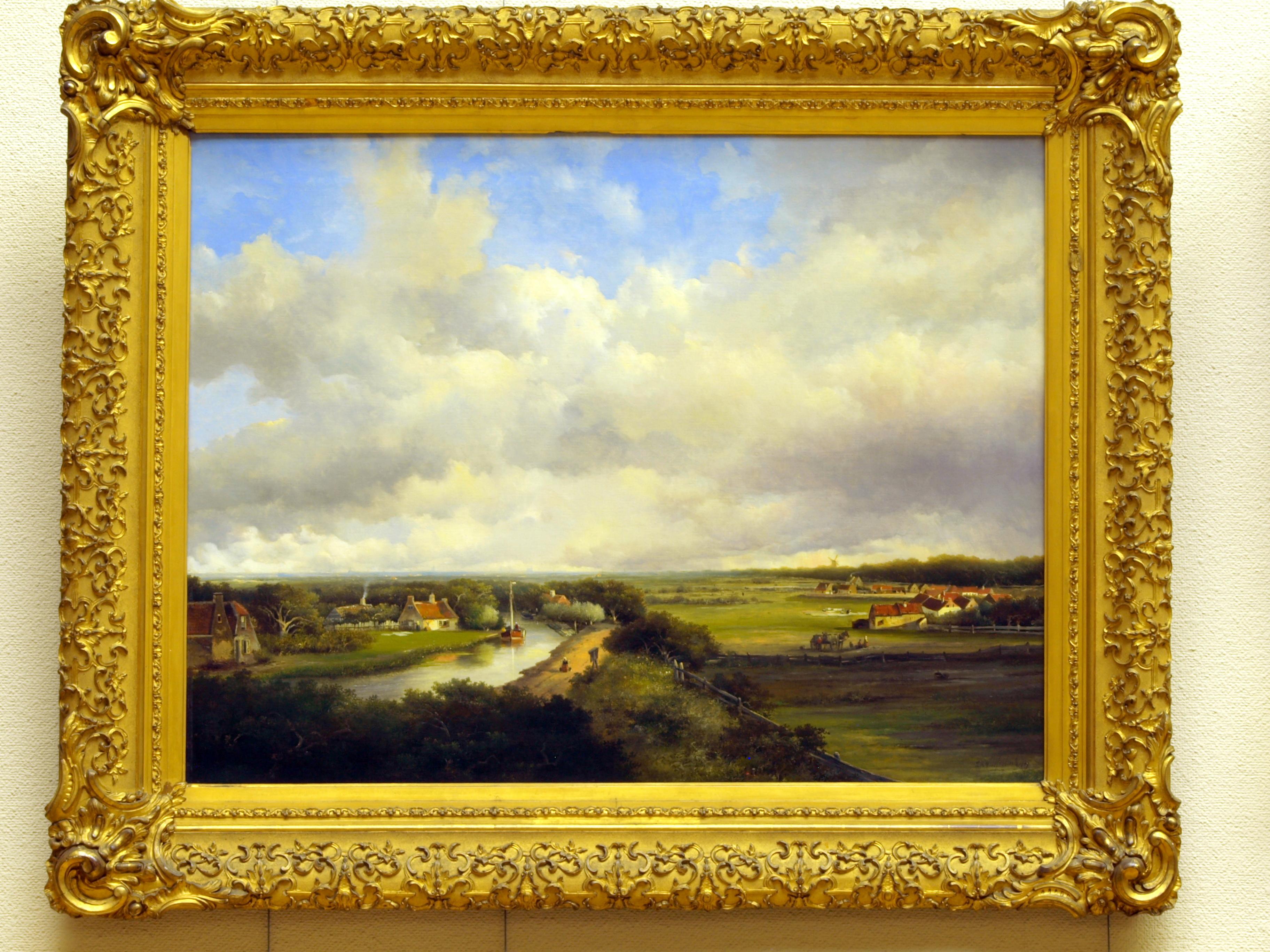
Jan Hendrik Weissenbruch